# Anna Livia Plurabelle

Anna Livia Plurabelle est une œuvre d'André Hodeir pour orchestre de jazz et deux voix de femmes, écrite en 1965-1966, sur un extrait du roman de James Joyce Finnegans Wake. L'œuvre est d'une durée approximative de 53 minutes.
Initialement écrite comme une œuvre radiophonique pour le Prix Italia, elle a plus tard donné naissance à un disque 33 tours, plusieurs fois réédité. Devenue rare voire introuvable, l'œuvre est redevenue accessible grâce notamment à Patrice Caratini, sous la direction duquel elle fut réenregistrée en disque compact, au début des années 1990. La version originale radiophonique, en revanche, n'a jamais été publiée. Elle diffère des versions connues par le disque en ce qu'elle est bilingue, le premier tiers de l'œuvre étant en français.
Anna Livia Plurabelle sera suivi d'un second volet joycien, puisqu'André Hodeir écrira en 1972 une autre œuvre vocale, sur le monologue final de Finnegans Wake, intitulée Bitter Ending. Si les deux œuvres sont parfois considérées comme constituant le diptyque joycien d'André Hodeir, elles forment néanmoins deux pièces distinctes et sont très différentes par leur effectif, Bitter Ending ayant été écrit pour un groupe de huit vocalistes (les Swingle Singers) et un quintette de jazz (trompette, saxophones alto et ténor, contrebasse et batterie), alors qu'Anna Livia Plurabelle est une œuvre pour orchestre de 23 musiciens et deux chanteuses solistes.

## Écriture

### Circonstances

#### De Joyce au jazz: l’influence de Jean Paris
André Hodeir avait déjà écrit à la fin des années 1950 une pièce pour voix de soprano et orchestre de jazz intitulée Jazz cantata avec comme particularité la partie vocale intégralement écrite selon la technique du scat.  Pour cette pièce, Hodeir avait inventé une langue imaginaire, n’ayant pas trouvé de texte à sa convenance. Il conservera de cette expérience une volonté de recréer une pièce vocale basée cette fois-ci sur un texte. Jazz cantata peut donc être considérée comme ayant préfiguré Anna Livia Plurabelle.  La composition d’Anna Livia Plurabelle s’amorce avec la découverte par André Hodeir, au début des années 1960, des écrits de Jean Paris, un professeur franco-américain de l’université de Baltimore spécialiste de James Joyce, sans doute le premier à voir des affinités entre l’auteur d’Ulysse et le jazz – comparant notamment « la prose de Finnegans Wake au scat chorus du jazz ». « Il y a dans la prose de Joyce un petit côté qui ressemble à Ella Fitzgerald quand elle fait un scat chorus», renchérira plus tard Hodeir. Pour Jean-Robert Masson, « l’usage que Joyce fait des allitérations, des mots contractés, du découpage rythmique de la phrase, en d’autres termes de ce caractère syncopé propre au jazz » justifie en effet l’entreprise joycienne d’Hodeir. 
 Quant au choix particulier de l'épisode « Anna Livia Plurabelle » (conclusion de la première partie de Finnegans Wake), il est expliqué ainsi par le compositeur : « C'est le plus beau passage de Finnegans Wake. J'avais aussi dans l'oreille l'enregistrement que Joyce lui-même en a fait ».
Si Hodeir s’intéresse tout particulièrement, en suivant Jean Paris, à la relation existant chez Joyce entre la langue littéraire et le scat, il s’intéresse également à la forme innovante de Finnegans Wake. Joyce s’est en effet inspiré de la théorie cyclique de l’histoire de Giambattista Vico (chaos, théocraties, aristocraties, démocraties, chaos, etc.), son roman se pensant comme « infini » car on peut « boucler » la fin et le début du livre – la dernière phrase, inachevée (« A way a lone a last a loved a long the »), s'enchaîne à la première phrase (« riverrun, past Eve and Adam’s, [...] ». Ce principe cyclique se retrouve dans Anna Livia Plurabelle d’André Hodeir sous la forme d’une « esthétique du  glissement ». Le caractère musical que Joyce a voulu donner à la langue de Finnegans Wake a d’autre part pour but de rendre le roman « polyphonique »  (polyphonie censée, selon Joyce « favoriser la compréhension proprement narrative du roman »). Hodeir a transféré cet aspect du roman dans le caractère protéiforme de l’écriture musicale, avec une orchestration sans cesse changeante au fil des vingt-six « numéros » ou « pièces » de l’œuvre. Pour Anna Livia Plurabelle, Hodeir rêvait d’une « forme libre conçue comme une grande improvisation », et Finnegans Wake s’avérait donc pour lui un terrain idéal : « De Joyce au jazz, la distance ne m’a pas paru infranchissable », déclarera le compositeur.

#### Le Prix Italia: la commande radiophonique initiale
Le projet d’Anna Livia Plurabelle, cantate de 53 minutes pour vingt-trois musiciens et deux voix de femmes solistes (contralto et soprano), voit le jour par pure coïncidence grâce à Michel Philippot, connaissance de longue date d’André Hodeir puisqu’il avait notamment été l’ingénieur du son du premier disque du Jazz Groupe de Paris en 1954 :

« Michel Philippot, que je connaissais depuis longtemps, était devenu le responsable des commandes à France musique. Il m’a contacté en me disant : « Je voudrais que vous fassiez une pièce d’une longueur comprise entre quarante et soixante minutes, que nous pourrions faire concourir pour le prix Italia » (catégorie « Œuvres avec voix en stéréophonie ») »

Le Prix Italia est un prix international organisé par la Rai ayant pour but de distinguer les programmes radiophoniques et télévisuels par leur innovation et leur qualité. Ce concours est pour Hodeir l’occasion d’obtenir une commande de la radio publique (ORTF) – commande sans laquelle une œuvre de cette dimension n’était pas concevable. Représentant la radio française, Hodeir avait néanmoins comme cahier des charges qu’une partie du texte soit obligatoirement en français, d’où l’utilisation de la seule publication (partielle) alors disponible en français de l’œuvre de Joyce.
Écrite et enregistrée pour l’ORTF, l’œuvre d’André Hodeir ne pourra finalement pas concourir pour le Prix Italia, car le règlement « stipulait que lorsqu'un pays était membre du jury dans une certaine catégorie, il ne pouvait pas présenter de candidat dans ladite catégorie » – or la France était cette année membre du jury de la catégorie dans laquelle Anna Livia Plurabelle devait concourir. En dédommagement de ce préjudice, Hodeir obtiendra de la radio de pouvoir disposer de la bande de l’œuvre, afin d’en tirer un disque.

### Principes de composition
Hodeir trouve dans le Finnegans Wake de Joyce une « sorte de réponse à ses questionnements formels ».

« Sur le plan littéraire, j'aimais beaucoup cette œuvre. C'est le plus beau passage de Finnegans Wake. J'avais aussi dans l'oreille l'enregistrement que Joyce lui-même en a fait. Tout ça a contribué à une incitation. D'autre part, écrire une longue pièce comme ça, sur un texte n'est pas d'une évidence folle, vous n'allez pas choisir Lord Byron !... Et puis il y a un côté farfelu, irrationnel dans ce texte là qui collait assez bien avec le genre de musique que je voulais faire. »

Jean-Robert Masson a quant à lui relevé le lien latent entre le « rêve architectonique, linéaire et rationnel d’Hodeir » et celui « d’éclatement syntaxique de Joyce ». André Hodeir imaginait son œuvre Anna Livia Plurabelle comme se mettant au service du texte et s’est efforcé de reproduire au sein de son opéra miniature les principes d’écriture joyciens. Le « Stream of consciousness » de Joyce, comme l'indique  John Lewis, trouve un équivalent musical chez Hodeir à travers le principe du glissement. Chez Joyce, le « principe de variation est l’effet du temps sur les choses elles-mêmes et sur la perception conséquemment toujours changeante que nous en avons ». Ce glissement joycien va se traduire chez Hodeir par une « dérivation-amplification permanente d’un état du mot à un autre, d’un état du langage à un autre ». Le glissement se retrouve partout dans Anna Livia : ainsi l’œuvre commence en français et se termine en anglais, débute dans l’atonalité et se termine dans le monde tonal, passe du parlé au chanté, du tempo marqué au tempo flou, de la couleur dure à la couleur douce et tous ces glissements figurent ainsi le mouvement des eaux. Hodeir va jusqu’à proposer un glissement stéréophonique en suggérant que les deux lavandières, comme le texte l’impose, enjambent la rivière.

« Le chef-d’œuvre d’Hodeir se caractérise par une série de glissements non concomitants. Il passe, d’une façon toute naturelle, de l’atonalité à la tonalité, du jour à la nuit, du français à l’anglais, de l’humour acide à un lyrisme extatique, de la lucidité à l’onirisme, d’une écriture contrapuntique à une écriture harmonique, de la puissance du grand orchestre à la délicatesse des petits ensembles, de la volubilité à la concision, du chant à la mélodie parlée, de la réalité au fantastique, du fait divers au mythe, de la transparence au mystère. [...] Il faut dire que le texte de Joyce se prêtait à cet art de métamorphose, à ces contrastes perpétuels. »

« Invention radiophonique », « opéra miniature », ou encore « cantate » ou « opéra de chambre », Anna Livia Plurabelle a aussi été revendiquée par Hodeir comme une « expérience [...] de Free jazz composé », car refusant de s’organiser selon des structures préétablies. « L’œuvre de jazz, comme l’homme, naît prématurée », affirme Hodeir. Anna Livia Plurabelle, dit également Dominique Dumont, « existait avant d’être jouée [...] et le fait est assez rare pour une œuvre de jazz ». En cela, Anna Livia Plurabelle illustre le statut paradoxal de l’œuvre chez Hodeir : à la fois œuvre de répertoire et œuvre de performance. Si la musique est selon lui contenue au cœur de la partition, elle est cependant dépendante de son époque et revêt alors un aspect différent selon le moment où elle est jouée : 

« L’Histoire du jazz nous dit que le jazz est une musique qui vit sur une sensibilité d’époque, que les époques passent très vite, que les musiciens qui sont attachés à cette sensibilité d’époque passent très vite eux aussi, et que si l’on rate le moment idéal unique […] cette œuvre risque fort de n’être jamais jouée. […] L’Œuvre peut être gâtée, exactement comme un yaourt peut être gâté après une certaine date. Je crois que c’est profondément vrai. C’est cela, voyez-vous, la différence entre le compositeur de jazz et le compositeur tout court. »

### Argument
Anna Livia Plurabelle est le huitième chapitre – dit « des Lavandières » – de Finnegans Wake de Joyce. Paru en 1939, ce roman avait déjà été publié auparavant par fragments sous le titre Work in progress. Anna Livia Plurabelle constituait un « épisode autonome qui devait clore la première partie du futur Finnegans Wake », selon Jean-Robert Masson, qui précise aussi :

« C'est évidemment la langue même (la langue mère) de Joyce, non le texte « francisé » de Soupault et de ses amis, qui a servi de trame nourricière à André Hodeir. L'auditeur curieux pourra constater, pièces en main, que, mises à part ces omissions et des contractions mineures exigées par la durée de l'œuvre musicale, c'est la totalité du texte d'ALP qui est passée par osmose dans la vaste fresque minutieusement conçue par l'auteur de la Jazz Cantata »

Contrairement au disque ayant révélé l’œuvre, intégralement en langue anglaise, la version originale (radiophonique), bilingue français-anglais, montre néanmoins que Hodeir s’est appuyé non seulement sur le texte original de langue anglaise mais aussi sur la traduction française publiée en 1962, avec une introduction de Michel Butor et une note sur la traduction de Philippe Soupault, qui influença, contrairement à ce qu'avança Jean-Robert Masson, beaucoup Hodeir, autant dans sa lecture du texte joycien que dans ses principes de composition :

« Pour chaque épisode et pour chaque partie de son Œuvre en marche [Work in Progress], James Joyce adopte une catégorie de noms qui devra donner à cet épisode et à cette partie le ton, au sens musical du terme. Pour Anna Livia Plurabelle ce sont les noms des fleuves qu'il faut entendre. Dans presque toutes les phrases un mot rapport le nom d'un cours d'eau ou d'une rivière. Ces mots chargés d'un sens double seront encore comme leurs voisins enrichis de significations, d'allusions, de rappels ou de nouvelles indications... Ils sont en quelque sorte taillés à facettes. »

L'argument du texte de Joyce n'a donc rien d'un prétexte à composition musicale. Il a effectivement servi à André Hodeir de modèle, un modèle qu'il a suivi de façon très serrée, en ce que dans son adaptation musicale aussi, « le rythme du récit que soutiendra encore celui du langage est comparable au cours d'une rivière tantôt rapide, tantôt dormante, tantôt même marécageuse, puis molle près de son embouchure ».
Si la pochette du premier disque, américain fournissait à l'auditeur l'intégralité du texte utilisé par Hodeir, sous forme de livret, le disque français de 1971 résume quant à lui l'argument d'Anna Livia Plurabelle comme suit – dans un texte signé Hodeir :
| Livre de la Nuit. Dans cet étrange récit qui commence au milieu d'une phrase et s'achève au milieu d'une phrase – la même phrase –, l'irrationnel, l'inconscient forcent le langage à se démasquer. Des mots nouveaux surgissent, ambigus, révélateurs. Cette œuvre nocturne, à moitié vécue, à moitié rêvée, l'éclat du jour la traverse un moment. Au début du chapitre Anna Livia Plurabelle, une lumière mouillée efface les étoiles ; le soleil vient se refléter dans l'eau de la rivière – de toutes les rivières ; elles sont toutes là, leurs noms s'accouplent aux mots les plus simples ou les plus rares. C'est dans la jungle obscure de Finnegans Wake, une pause, un entracte que vont peupler les échos de l'histoire qu'une femme qui lave du linge au bord de l'eau arrache, bribe par bribe, à une autre lavandière. Les deux femmes, de part et d'autre de la Liffey lavent, comme l'a dit Hermann Broch « le linge sale de la ville ». Or la Liffey n'est pas seulement la rivière du Dublin : elle s'identifie aussi d'une certaine manière, à l'héroïne, Anna Liva Plurabelle, dont les faits et gestes nous sont ainsi narrés, sur le mode épique, tandis que le jour décline. L'histoire d'Anna Livia Plurabelle, c'est aussi celle de son mari, HCE : de sa chute (le péché originel), de sa déconsidération, de son exil social, de sa mélancolie, de son rachat, dû à l'action courageuse et vengeresse d'Anna Livia. Et puis le soir tombe, la rivière s'élargit, on n'entend plus très bien ce que se disent les blanchisseuses d'une rive à l'autre. Elle étendent le linge ; elles croient voir passer sur le fleuve l'ombre du grand Finn, personnage de la mythologie nordique. L'une d'elles est devenue un orme, l'autre, un rocher : un phare au loin, marque les limites du fleuve et de l'océan qui se rencontrent là depuis des temps immémoriaux. La rivière : ALP : l'océan : HCE « son père froid, son père fou et froid, son père furieux et fou et froid » qui lui ouvrira, à la dernière page du live, « ses terribles bras » avant que le cycle ne recommence. Extrait des notes de pochette du disque Anna Livia Plurabelle: Jazz on Joyce, 33t/30 cm, Epic, EPC 64 695, 1971. |

Gérald Merceron synthétise également le livret ainsi : 

« Au bord de la rivière Liffey, qui arrose Dublin, deux lavandières se racontent avec un luxe de détails la légende et l'histoire d’Anna Livia Plurabelle, l’héroïne qui lutta pour réhabiliter son mari. Au début du récit, nous sommes à la fin d’une journée : la rivière est étroite et les deux femmes peuvent aisément échanger questions et réponses. Mais plus le récit avance, plus la rivière s’élargit. Les deux femmes s’entendent de moins en moins : des mots s’égarent, puis ce sont des fragments de phrases de plus en plus longs. La nuit tombe et les lavandières se perdent dans l’obscurité envahissante : l’une se transforme en rocher, l’autre devient un tronc d’arbre. Tout s’efface dans le brouillard et le mystère »

Autant de résumés qui doivent beaucoup à la synthèse de Philippe Soupault en introduction de la première traduction française de 1962.

### Orchestration
On peut recenser deux nomenclatures différentes pour Anna Livia Plurabelle. La première comprend la distribution complète de l’œuvre originale sous la direction du compositeur (enregistrement pour la radio). La seconde correspond à la distribution pour les recréations et le réenregistrement de l’œuvre, en 1992-1993, sous la direction de Patrice Caratini.
| Instrumentation et distribution originale de l'œuvre – Dir. André Hodeir / André Hodeir et son orchestre                                                                      | Instrumentation et distribution pour la re-création de l’œuvre en 1992 (version de concert) et 1993 (enregistrement) – Dir. Patrice Caratini / Ensemble Cassiope |
| Voix solistes | Voix solistes |
| Soprano : Monique Aldebert Contre-alto: Nicole Croisille | Soprano : Valérie Philippin Contre-alto : Élizabeth Lagneau |
| Bois | Bois |
| Flûte : Raymond Guiot Clarinette 1 : Hubert Rostaing Clarinettes 2,3,4,5 et Saxophones 1,2,3,4 : Michel Portal, Pierre Gossez, Georges Grenu, Armand Migiani                  | Clarinette solo : Sylvain Frydman (1992), Philippe Leloup (1993) Flûte 1 : Enzo Gieco Flûte 2 : Denis Barbier Saxophone soprano – alto – ténor ; Clarinette 1 : Jean-Pierre Solvès Saxophone soprano – alto – ténor ; Clarinette 2 : Jean-Pierre Baraglioli Saxophone ténor ; Clarinette 3 : Antoine Bélec Saxophone baryton ; Clarinette 4 : Michel Trousselet Saxophone basse – Clarinette 5 : Bertrand Auger Saxophone sopranino – soprano ; Clarinette 6 : Georges Porte Saxophone ténor ; Clarinette 7 : Philippe Duchène Saxophone alto : Sylvain Beuf Saxophone ténor ; clarinette 8 : Michel Goldberg |
| Cuivres | Cuivres |
| Trompette 1 et Bugle : Roger Guérin Trompettes 2 et 3 : Maurice Thomas, Christian Bellest Trombones 1, 2 et 3 : Camille Verdier, Raymond Katarzinski, Christian Guizien       | Trompette 1 : Philippe Slominski Trompette 2 : Bruno Krattli Trompette 3 et Bugle : Jean Gobinet Trombone 1 : Denis Leloup Trombone 2 : Jacques Bolognesi Trombone 3 : Éric Louis |
| Percussions | Percussions |
| Vibraphones 1 et 2 : Michel Lorin, Bernard Lubat | Vibraphones 1 et 2 : Philippe Macé, Christine Lagniel |
| Cordes | Cordes |
| Violon : Jean-Luc Ponty | Violon : Philippe Arrii-Blachette |
| Section rythmique | Section rythmique |
| Contrebasse : Pierre Michelot, Guy Pedersen (en alternance) Batterie : Franco Manzecchi, Roger Fugen, Christian Garros, Daniel Humair (en alternance) Guitare : Pierre Cullaz | Contrebasse : Jean Bardy Batterie : Jean-Pierre Arnaud Guitare : Marc Ducret |

## Enregistrement

### Orchestre
Les parties d’orchestre sont enregistrées durant vingt « services », au studio 106 de l’ORTF, étalés sur dix jours, du 2 au 12 juin 1966. Il faut noter que l’orchestre qui enregistre Anna Livia Plurabelle n’est pas un orchestre constitué (même si la plupart des musiciens se connaissaient bien et avaient presque tous déjà enregistré pour Hodeir dans des répertoires antérieurs). Les musiciens entrent donc en studio sans avoir travaillé l’œuvre lors de répétitions préalables. Déchiffrage et mise en place des différentes pièces  de l’œuvre ont lieu à la radio, et celles-ci sont enregistrées dans la foulée. D’où un planning d’enregistrement assez peu confortable, et très exigeant (assez peu de séances pour une musique complexe et de longue durée). Christian Bellest, trompettiste de l’orchestre et fidèle hodeirien, se souvient en 1972 : 

« Les musiciens parisiens – et pas seulement les membres de l‘ancien Jazz Groupe de Paris – éprouvent des sentiments ambivalents lorsqu’il leur arrive d’être « invités » par André Hodeir à participer à un enregistrement ou à un concert. Ils savent que la musique qui s’étalera sur leur pupitre éveillera certainement leur intérêt, musical et instrumental. Ils savent aussi que l’exécution n’en sera probablement pas de tout repos. »

L’enregistrement des vingt-six pièces d’Anna Livia Plurabelle se fait qui plus est dans le désordre, en fonctions des configurations instrumentales de chaque partie, ce qui fait que les musiciens n’ont pas la possibilité d’avoir une vision d’ensemble de l’œuvre. En l’occurrence, les premières séances sont consacrées à l’enregistrement des pièces de « l’acte nocturne » – celles de la fin, avec entre autres les deux vibraphones et la guitare. Or certains musiciens moins coutumiers de la musique d’André Hodeir, n’ayant pas bien pris la mesure de la musique qu’ils avaient à jouer, se retrouvent dans une position délicate, incapables d’interpréter leurs parties respectives, d’où un début d’enregistrement chaotique et préoccupant, comme s’en souvient le compositeur :

« La première séance a été catastrophique […] : il y avait Daniel Humair à la batterie, Guy Pedersen à la contrebasse, Hubert Rostaing à la clarinette, l'américain Jimmy Gourley à la guitare, ainsi que Michel Hausser et Bernard Lubat aux vibraphones. Nous avons occupé le studio pendant quatre heures pour n'enregistrer pas une seule minute de musique ; Hausser et Gourley étaient incapables de jouer leurs parties.  Je leur avais bien sûr donné les partitions à l'avance, et ils m'avaient laissé croire qu'ils les joueraient… J'étais très embêté par rapport à la production. Mais ils devaient avoir l'habitude, puisqu'ils m'ont dit : « On va remplacer la séance ». J'ai cette fois convoqué Pierre Cullaz pour la guitare (qu'il a très bien jouée), tandis que Bernard Lubat m'avait proposé un de ses amis (Michel Lorin), capable de jouer la seconde partie de vibraphone. On a enfin pu enregistrer la totalité de ce qui était prévu ce jour-là. Mais j'avais eu un coup au cœur. »

Suivent les parties en plus grande formation, lors de huit séances qui mobilisent surtout les saxophones et les cuivres (trompettes et trombones), et demandent une concentration extrême et un travail minutieux, comme le relate Christian Bellest :

« Le long morceau d’orchestre en tempo rapide de la fin de la face A [la pièce XIV] a demandé une mobilisation de toutes les ressources techniques du pupitre des saxes. Je me souviens qu’après une bonne demi-heure d’essai de mise en place, personne n’était satisfait. Aussi Pierre Gossez, Georges Grenu et Michel Portal se sont enfermés dans un studio voisin, et ils n’en sont sortis qu’après une parfaite mise au point du trio de ténors, extrêmement difficile dans ce tempo. »

L’organisation des séances est compliquée par le fait qu’il y a rarement plusieurs pièces de même effectif (aucune en plein effectif), et par des contraintes de disponibilités et d’incompatibilités interpersonnelles entre certains musiciens, qui obligent Hodeir à composer avec une section rythmique « tournante », mobilisant deux contrebassistes et quatre batteurs différents.
Malgré tout, l’enregistrement de toutes les pièces se termine en temps voulu le 12 juin 1966, laissant les musiciens ayant participé à l’aventure extrêmement impressionnés, et désarçonnés aussi par une musique qu’ils ne découvriront au mieux que le 25 février 1968 – date de sa première diffusion sur les ondes –, avec des parties vocales dont ils ignoraient à peu près tout lors de l’enregistrement de l’orchestre. Ainsi Bernard Lubat se souvient-il, un an et demi après son passage en studio, de sa première écoute de l’enregistrement :

« Il y a quelques mois, j’ai eu à jouer l’œuvre qu’André Hodeir avait composée pour le prix Italia. C’était une partition merveilleuse, mais aussi affreusement difficile. Comme il ne m’avait pas envoyé les partitions, j’ai dû m’isoler pendant deux heures avant de jouer. […] Ce jour-là j’étais avec [Jean-Luc] Ponty et je crois qu’on a souffert autant l’un que l’autre, mais le résultat en valait la peine. J’ai écouté l’enregistrement il n’y a pas longtemps, c’est remarquable. »

Si le résultat est, selon les termes de Bernard Lubat, « remarquable », c'est sans doute aussi en raison d'une prise de son particulièrement réussie, soignée, d'une grande lisibilité et d'une remarquable cohérence, prouesse pour cette œuvre si orchestralement hétérogène, due à l'ingénieur du son Jacques Boisse, assisté de Philippe Pélissier.

### Voix
Les deux vocalistes d'Anna Livia Plurabelle ont été choisies de façon à former un contraste important permettant de bien distinguer symboliquement les deux lavandières. Les deux voix sont des voix de jazz, mais la voix de soprano prend régulièrement des accents lyriques qui demandent une tessiture généralement peu utilisée en jazz, tandis que la voix de contralto nécessite d'être plus chaude et plus intérieure, avec de fréquentes restitutions presque théâtrales du texte. Ce contraste fonctionne idéalement entre Monique Aldebert, qu'André Hodeir connaissait déjà de longue date, et Nicole Croisille, dont la voix alors voilée convient providentiellement, comme s'en souvient Hodeir :

« Elle m’a dit : “C’est terrible, je ne peux plus chanter, parce que j’ai un nodule, il faut qu’on m’opère. - Au contraire, je lui ai dit, c’est exactement ce que je veux, moi. Il ne faut pas que vous chantiez à pleine voix, surtout pas ! Vous allez susurrer, ça sera très bien comme ça. »

Les parties vocales ont été enregistrées une fois l'intégralité des parties instrumentales enregistrées, donc en re-recording. Étant donné la virtuosité réclamée par la partition, il était trop périlleux d'enregistrer les voix et l'orchestre en même temps, comme l'explique Hodeir :

« Les chanteuses avaient tellement peur qu’elles m’avaient dit : « Si on enregistre avec l’orchestre, on risque de le faire recommencer sans arrêt, ça va durer trois mois ! » Donc on avait enregistré toutes les parties d’orchestre avant et elles ont chanté par-dessus. Heureusement, parce que pour certains numéros, elles ont fait vingt-cinq prises. »

Monique Aldebert (soprano) et Nicole Croisille (contralto) enregistrent donc, dans le même studio 106 de l'ORTF, les 31 juin et 1er juillet 1966, après avoir assisté, vivement impressionnées, à bon nombre de séances des prises d'orchestre :

« Quand j’ai vu les « pointures » qu’il y avait dans le studio ! Et quand j’arrivais, que je les voyais répéter chacun dans leur petit coin avec leurs partitions, je me suis dit « Ah... pourquoi j’ai dit oui ?! » Je n’ai pas cessé de dire [à Hodeir] :« Je ne suis pas capable de faire ça, je ne suis pas une bonne lectrice... » Je l’ai obligé à faire des choses incroyables, il ne s’y attendait pas. Je lui ai demandé de me jouer mes partitions au piano au ralenti, avec le tempo et uniquement les notes. J’avais ça et le texte, et j’étais chez moi et je bûchais comme une folle. J’ai appris ça par cœur comme si c’était une langue étrangère que je ne comprenais pas ! [...] Quand je réécoute, je me demande comment je suis arrivée à faire ça ! »

On peut raisonnablement parler de performance, concernant l'enregistrement des voix, comme l'explique Christian Bellest :

« Les parties chantées représentent quant à elles un exploit peu commun. Nicole Croisille et Monique Aldebert sont un peu fâchées avec le solfège : il leur a fallu apprendre par cœur, ou presque, la musique et le texte de Joyce avant de se présenter au studio ! S'il est facile d'apprendre, avec deux doigts sur le piano, une chanson à succès, on reste confondu par l'effort de mémoire qu'exige une musique aussi complexe. Si l'on ajoute à cela que l'orchestre ne joue pas à proprement parler le rôle d'accompagnateur, mais qu'il intervient continuellement dans les parties vocales, on imagine le tour de force accompli par les chanteuses. »

### La version anglaise
À la suite de la déconvenue du Prix Italia, pour lequel l'œuvre n'avait finalement pas pu concourir, André Hodeir s'emploie à trouver une façon de faire exister Anna Livia Plurabelle autrement que comme une œuvre radiophonique, en cherchant à en faire un disque. Il contacte pour ce faire John Lewis, éditeur des partitions d'André Hodeir (à travers la maison d'édition MJQ-Music Inc., dont Gunther Schuller était le directeur artistique) et fondateur du Modern Jazz Quartet pour lequel Hodeir a écrit à plusieurs reprises depuis 1958 :

« J'ai envoyé ensuite la bande franco-anglaise à John Lewis, en lui demandant s'il n'y avait pas moyen qu'il en fasse un disque que l'on publierait aux États-Unis. Il m'a dit : « Oui, ce serait très intéressant, mais ce ne sera jamais accepté, ou alors il faudrait refaire la première partie en anglais ». Je lui ai répondu que ce devait être négociable. Alors ils se sont arrangés avec la Radio française, et les deux filles sont revenues au studio réenregistrer en anglais ce qu'elles avaient chanté en français. »

Le réenregistrement du premier tiers de l'œuvre (les pièces I à XIII) en langue anglaise aura lieu plus d'un an après l'enregistrement initial, les 16 et 17 octobre 1967, toujours dans le studio 106 de l'ORTF, et bien sûr avec les mêmes chanteuses. Le nouveau texte occasionne dans la partition un certain nombre d'ajustements syllabiques et prosodiques relativement bénins, dans la mesure où il s'agit presque intégralement des pièces déclamées et non chantées. Si la version anglaise a le mérite de reposer entièrement sur le texte original de Joyce, on peut estimer qu'elle perd un certain nombre d'effets de relation musique-texte qui étaient particulièrement lisibles dans la version originale bilingue – et d'autant plus pour un auditeur français.
C'est néanmoins la version anglaise (de 1967) qui s'est jusqu'ici imposée comme la version de référence : c'est elle qui donne naissance au disque trois fois réédité d'Anna Livia Plurabelle (1970 aux États-Unis, 1971 et 1981 en France), et c'est elle qui fait l'objet de la recréation de 1992 – et du disque de 1993-1994 qui en découlera.

## Recréation(s)
Le premier contact scénique entre l’œuvre et le public date du 9 novembre 1966, pour un concert de l’orchestre d’André Hodeir à l’amphithéâtre de la Nouvelle Faculté de Droit dans le cadre des Semaines Musicales Internationales de Paris. Au répertoire figurait la pièce X d’Anna Livia Plurabelle, seul extrait possiblement autonome de l’œuvre selon son compositeur, en version instrumentale. La pièce sera jouée trois fois à Paris sous cette forme, en excluant le texte et les voix (et donc tout rapport apparent avec Anna Livia Plurabelle). La version du 9 novembre 1966 a été enregistrée et diffusée sur France Inter en 1966 dans l’émission « Jazz sur scène ». La pièce X d’Anna Livia Plurabelle sera encore rejouée à deux occasions, pour la radio en 1967 et pour un Jazz Portrait d'Henri Renaud à la télévision en 1971.
Vingt-six ans après l’enregistrement, le violoniste Philippe Arrii-Blachette et son ensemble Cassiopée se lancent dans le projet ambitieux de monter l’œuvre pour la première fois devant un public en version de concert. Anna Livia Plurabelle est finalement créée sur scène le 19 mars 1992 au Centre national dramatique et chorégraphique de Brest (Le Quartz) par l’ensemble Cassiopée, sous la direction de Patrice Caratini, avec Valérie Philippin (mezzo-soprano) et Elizabeth Lagneau (contralto).
Elle est jouée par le même ensemble tout au long de l’année 1992. Séduite par la première représentation publique, Ingrid Karl, de la Wiener Musik Galerie, programme Anna Livia Plurabelle le 2 octobre lors du festival Incident in Jazz à Vienne, en Autriche. L’œuvre est alors jouée en seconde partie d’un programme consacré à Bob Graettinger et joué par le N.D.R. Big-Band, au Konzerthaus de Vienne. Anna Livia Plurabelle est interprétée une troisième fois le 31 octobre au studio 104 Olivier-Messiaen de la Maison de Radio France, lors du 13e Festival de jazz de Paris. Ce concert est enregistré et diffusé sur France Musique le 8 novembre 1992.
Elle est interprétée une dernière fois en public le 4 décembre 1992 à l’Arsenal de Metz.
Dans la foulée de ces concerts, Anna Livia Plurabelle est finalement réenregistrée du 16 au 20 septembre 1993, puis 25 au 30 octobre, au studio 104 Olivier-Messiaen de la Maison de Radio France à Paris, par l’ensemble Sillages, sous la direction de Patrice Caratini. L’ensemble est constitué des mêmes musiciens que lors de la création en 1992 (alors sous le nom d’ensemble Cassiopée), à l’exception du clarinettiste Sylvain Frydman, remplacé par Philippe Leloup.
Ce nouvel enregistrement sera publié chez Label Bleu en 1994.
À l'occasion du centenaire de la naissance d'André Hodeir, Anna Livia Plurabelle est recrée par l'Orchestre National de Jazz de Frédéric Maurin, sous la direction de Patrice Caratini, avec Ellinoa (mezzo-soprano) et Chloé Cailleton (contralto). Le concert de recréation a lieu au studio 104 de Radio France, le 6 mars 2021 à 20h30.

## Réception
L'œuvre d'Hodeir, si elle n'a guère rencontré son public ni gagné de grande notoriété, a cependant soulevé chez certains critiques des commentaires élogieux voire dithyrambiques. Souvent considérée comme l'œuvre la plus aboutie d'Hodeir, elle a pu être définie, à la sortie du disque, comme un « chef-d'œuvre de sensualité » par Alain Gerber, ou perçue comme une œuvre recelant « assez de beautés internes pour conquérir les mélomanes qui n'auraient jamais lu une ligne de Finnegans Wake ».

« Lorsqu'on lit Finnegans Wake avant (ou après) avoir écouté cet album (ALP), on est impressionné par l'inspiration, le souffle, le courage nécessaires pour concevoir, composer et réaliser une adaptation musicale à l'échelle de ce chef-d'œuvre littéraire, lequel, loin d'être étouffé, est sublimé par la musique qui l'épouse comme une seconde peau, au point qu'on peut oublier lequel a engendré l'autre. »

Certains vont même jusqu'à en faire « l'œuvre qui manquait au jazz», tandis que d'autres soutiennent qu'Anna Livia Plurabelle « plaid[e] la cause d'un jazz enfin indépendant» (comprendre : vis-à-vis du jazz américain et vis-à-vis du jazz mainstream). Si l'œuvre reste néanmoins marginale et peu connue, c'est selon Alain Gerber parce que «  une seule chose se vend plus mal que la laideur : c'est la beauté authentique». Le disque Epic de 1971 a néanmoins reçu le Grand Prix du Disque 1972 de l'Académie Charles-Cros.
Lors de la réédition du disque original en 1981 (« heureuse réédition » selon Le Monde), Monique Aldebert déclare que « Anna Livia Plurabelle brille encore aujourd'hui de toute sa fraîcheur : la patine du temps n'a fait qu'ajouter à sa beauté initiale». Philippe Mignon estime quant à lui que « cette Jazz Cantata est l'un des formes les plus neuves, l'une des plus grandes réussites de la musique de jazz » – tout en regrettant que les textes de Joyce n'ait pas été joints au disque.
Les recréations de 1992 en version de concert prêteront le flanc à une réception mitigée. Jean-Luc Germain, journaliste rendant compte de la première à Brest, décrit Anna Livia Plurabelle comme un « introuvable monstre du Loch Ness de la musique des quarante dernières années [qui] n'est que lumière, transparence, légèreté, équilibre ». Saluant la performance des musiciens, pour une œuvre qui n'avait pas été conçue pour être jouée à la scène, il qualifie encore l'œuvre d'Hodeir de « véritable miracle pour les privilégiés littéralement bouleversés par cette bulle de pure liberté qui mit presque trente ans pour exploser à nouveau». Le concert au Konzerthaus de Vienne suscite davantage de scepticisme. Le critique américain Art Lange, qui ne retient dans l'œuvre qu'un « coq à l'âne stylistique », rapporte en effet que « Anna Livia Plurabelle [...] présentait deux vocalistes passant du scat à la sprechstimme, au chant pur et simple, sur un pot-pourri d'événements orchestraux, du swing type big band à l'austérité atonale classique», et déplore que « Anna n'a pas mûri avec le temps ». Le concert du 31 octobre à Radio France inspire également quelques réticences à Franck Bergerot, qui trouve l'œuvre, sur scène, un peu datée par rapport au disque « mythique » de 1966.
Le disque de 1993 (la « version Caratini ») est globalement bien reçu par la critique, mais avec là encore des impressions mitigées. Franck Bergerot note que « curieusement, la rythmique de l'original paraît plus dynamique et de ce fait moins datée ». Tout en se réjouissant d'une amélioration sur certains points (dont la voix de soprano interprétée par Valérie Philippin), il regrette certains musiciens de l'enregistrement de 1966 auxquelles l'œuvre semble en quelque sorte indéfectiblement liée, comme Jean-Luc Ponty au violon, ou encore Nicole Croisille à la voix de contralto. Laurent Cugny souligne que le changement de musiciens et l'augmentation des moyens disponibles rend les couleurs très différentes de l'enregistrement original. Une différence diversement appréciée. En effet, si en dépit des nombreux mérites de la version de 1993, Pierre Fargeton estime que la version originale est « beaucoup plus swing » et « plus près de l'esprit du jazz», Laurent Cugny défend quant à lui qu'Anna Livia Plurabelle « n'a pas pris une ride et nous reste comme une œuvre véritable, dont les splendeurs intactes nous sont à nouveau révélées par cette renaissance».

## Analyse musicale
(avril 2020).
- Si vous ne connaissez pas le sujet, laissez ce bandeau (vous pouvez alors contacter les auteurs).
- Si vous supprimez le contenu mis en cause (vous pouvez préalablement contacter les auteurs),

argumentez précisément cette suppression dans la page de discussion
(un manque de référence n'est pas un argument ; une recherche réelle de référence doit avoir été effectuée, être formellement documentée).

### Forme globale
Dans ce « drame musical », les deux lavandières racontant l’histoire d’Anna Livia sont au bord de la rivière. Pour André Hodeir, la musique doit être comme l’eau : elle doit couler, avancer, et suivre le cheminement d’une rivière. Il y a donc des instants où elle est rapide, brutale, et d’autres où elle doit être calme, fluide. La forme de l’œuvre semble alors suivre cette dynamique, celle de la rivière qui s’écoule, et les trajectoires tonales en découlent, tantôt insaisissables, tantôt tortueuses et capricieuses, tantôt relativement stables voire stagnantes. Les changements incessants de tonalité (voir l’absence de tonalité à certains moments) illustrent la mobilité de l’eau, son évolution permanente, et rendent difficile l'établissement d'un plan tonal autre que très allusif ou très général.
Les deux chanteuses sont présentes dans l’entièreté de l’œuvre.
La première pièce, en même temps qu’elle qu’annonce le sujet de l’œuvre (« Dis-moi tout d’Anna Livia / Tell me all about Anna Livia »), en révèle son centre tonal :  La Majeur. S'enchaînent ensuite sept pièces atonales. Ce n’est qu’avec la pièce IX, où prédomine le La mineur, que débute véritablement la structure tonale. Anna Livia Plurabelle est une œuvre extrêmement complexe harmoniquement et il est impossible de la réduire à un plan tonal synthétique, tant les modulations et les ambiguïtés harmoniques sont nombreuses à l’intérieur de chaque pièce. On peut néanmoins, d'après les travaux de Dominique Dumont, dégager certaines symétries autour de la pièce centrale qu’est l’air de la pièce XV, où s’entend une fréquente pédale de Mi, degré de la dominante qu’entourent de part et d’autre les pièces XIV et XVI et leurs fréquentes allusions à Si bémol (le degré napolitain). Ce centre qu’est la pièce XV est lui même encadré, à équidistance, par les pièces X et XIV où prédomine un pôle de Ré (mineur, ou plus ambigu). On peut y voir la trace d’une construction en arche autour de la pièce XV, qui est le centre symbolique de l'œuvre, avec sa grande aria lyrique et virtuose.
Néanmoins la pièce XIII, dans laquelle la disposition stéréophonique des voix permute, joue aussi le rôle d'une articulation dramatique centrale (soulignée dans la version originale par le passage du français à l'anglais).
Qui plus est, on pourrait découper l'œuvre en trois grands volets : l'épisode initial (I à VIII), une longue partie centrale riche en péripéties (IX à XX), et l'acte nocturne (XXI à XVI).
En fait, Anna Livia Plurabelle résiste par ses glissements constants à toute réduction schématique univoque sur le plan de la forme, conformément au projet du compositeur, qui déclare au sujet des 26 « numéros » de l'œuvre :

« Ce serait une erreur, toutefois, d'en déduire qu'Anna Livia s'apparente, sur le plan de la forme, à l'« opéra à numéros » du type Don Giovanni. Les vingt-six parties forment un bloc unique : aucune d'elles ne comporte une fin, aucune n'est centrée sur une tonalité : ce serait contraire au principe du glissement évoqué plus haut, ainsi qu'à l'esprit de la « forme ouverte », conception que j'ai sans cesse prônée dans mes écrits sur la musique. »

Si les incessantes modulations rendent difficile la perception d'un parcours tonal clair, les tonalités visitées restent néanmoins structurantes. On repère à ce sujet un notable emprunt au blues, dans le traitement de la tonalité, avec notamment les pièces XVIII et XIX qui explorent des tonalités issues respectivement de la blue note 7 et blue note 3 de La Majeur, avant de revenir lentement vers le centre tonal (comme le fleuve Liffey se dirige vers son embouchure). Celui-ci triomphe dans la grande cadence plagale qui clôt la pièce XXVI.
| Tableau                   | Numéro | Intitulé (incipit)                              | Polarité/Tonalité                                                                  | Effectif | Tempo                                      |
| ------------------------- | ------ | ----------------------------------------------- | ---------------------------------------------------------------------------------- | --- | ------------------------------------------ |
| Épisode initial           | I      | O, dis-moi tout d’Anna Livia !                  | La Majeur (1er degré, centre tonal)                                                | 3 trompettes, 3 trombones, 4 saxophones (1 alto, 2 ténors, 1 baryton) 2 voix, batterie, contrebasse                                                    | Ad lib T°                                  |
| Épisode initial           | II     | Eh bien ! tu connais Anna Livia ?               | atonal                                                                             | 2 saxophones alto, 2 trombones, 2 voix, batterie, contrebasse                                                                                          | Up T°                                      |
| Épisode initial           | III    | C’est un beau saalaud !                         | atonal                                                                             | 2 saxophones soprano, 2 trombones, 2 voix, batterie, contrebasse                                                                                       | Same T°                                    |
| Épisode initial           | IV     | Mais queue fit-il…                              | atonal                                                                             | 3 trompettes, 3 trombones, 2 voix, batterie, contrebasse                                                                                               | Medium T°                                  |
| Épisode initial           | V      | O ce vieux rot de canail                        | atonal                                                                             | flûte, clarinette, vibraphone (optionnel), 2 saxophones ténor, 2 voix, batterie, contrebasse                                                           | Up T° (as II & III)                        |
| Épisode initial           | VI     | Et sa voix qu’il traîne derryère chaque phrase… | atonal                                                                             | 3 trompettes, 3 trombones, violon, vibraphone, 2 voix, batterie, contrebasse                                                                           | Up T° (as II, III & V)                     |
| Épisode initial           | VII    | Dom, Dom, Dombdomb...                           | atonal                                                                             | flûte, clarinette, 2 saxophones ténors, violon, 2 voix, batterie, contrebasse                                                                          | [Medium puis] Up T° (as II, III, V & VI)   |
| Coda                      | VIII   | [sans texte]                                    | atonal                                                                             | 3 trompettes, 3 trombones, 4 saxophones (2 sopranos, 2 altos, 3 ténors, 1 baryton, 1 basse), batterie, contrebasse                                     | [Up tempo]                                 |
| [solo de violon]          | IX     | Ne sais-tu qu’on l’appelait marmot de la mère   | La mineur                                                                          | 3 trompettes, 3 trombones, violon, 2 voix, batterie, contrebasse                                                                                       | Medium T° (8 bars ½ = 5)                   |
| Déploration               | X      | Et bien le vieil Humber était morose            | Ré mineur                                                                          | 3 trompettes, 3 trombones, 4 saxophones (soprano, alto, ténor, baryton), 2 voix, batterie, contrebasse [+ saxophone basse sur les 4 premières mesures) | [Très lent]                                |
| [Scène du bordel]         | XI     | Je n’ai gardé dans mon malheur…                 | Sol mineur (modal)                                                                 | clarinette, 2 voix, 3 trombones, guitare, clapping section, batterie, contrebasse                                                                      | Medium T° (4 bars = 9)                     |
| Entracte                  | XII    | Odis, Odet !                                    | [modulations permanentes, chaînage de dominantes non-fonctionnelles]               | 9 clarinettes, 2 voix, batterie, contrebasse | [Medium puis] Up T°                        |
| Litanie                   | XIII   | By earth and the cloudy...                      | [modulations permanentes, chaînage de dominantes non-fonctionnelles]               | clarinette, violon, vibraphone, bugle solo, 2 trompettes, 3 trombones, saxophone basse, 2 voix, batterie, contrebasse                                  | [Up T°]                                    |
| [Le Serment d'Anna Livia] | XIV    | Onon! Onon! tell me more                        | [modulations permanentes, chaînage d’accord m7b5 non-fonctionnels] Allusions à Sib | 3 trompettes, 2 trombones, 3 saxophones ténors, 2 voix, batterie, contrebasse                                                                          | Fast T°                                    |
| Air de la toilette        | XV     | First she let her hair fal...                   | La Majeur (allusions à Mi)                                                         | trompette, 2 trombones, clarinette, saxophone alto, saxophone baryton, voix de soprano, batterie, contrebasse                                          | Slow T° (2 bars = 9)                       |
| Jubilation                | XVI    | Describe her!                                   | Sib Majeur                                                                         | 2 trompettes, 3 trombones, 2 voix, batterie, contrebasse                                                                                               | Médium T° (noire = 120)                    |
| Récitatif [et dialogue]   | XVII   | No more ?                                       | Fa# mineur                                                                         | 9 saxophones (1 sopranino, 1 soprano, 2 altos, 3 ténors, 1 baryton, 1 basse), 2 voix, batterie, contrebasse                                            | Ad lib T°, puis Fast T°                    |
| Chanson irlandaise        | XVIII  | Hellsbells, I’m sorry I missed her!             | Sol mineur (bluenotisé)                                                            | 3 trompettes, 3 trombones, flûte, violon, clarinette, batterie, 2 voix, batterie, contrebasse                                                          | Ad lib T°, puis Medium two-beat T°         |
| Les cadeaux empoisonnés   | IXX    | But what was the game…                          | Do mineur (bluenotisé)                                                             | 3 trompettes, 3 trombones, 4 saxophones (soprano, alto, ténor, baryton), 2 voix, batterie, contrebasse                                                 | Twice as fast / Fast tempo (2 bars = 5)    |
| Transition                | XX     | Look, look! The dusk is growing!                | [pédale de] Ré                                                                     | clarinette, 2 trompettes, bugle, 2 trombones, saxophone basse, vibraphone, 2 voix, batterie, contrebasse                                               | Slow                                       |
| Acte nocturne             | XXI    | Pingpong!                                       | [modulations permanentes, chaînage de dominantes altérées non-fonctionnelles]      | 2 vibraphones, guitare, 2 voix, batterie, contrebasse                                                                                                  | Moderato                                   |
| Acte nocturne             | XXII   | Will we spread them here now?                   | Fa# mineur                                                                         | 2 vibraphones, guitare, 2 voix, batterie, contrebasse                                                                                                  | Slow / noire = 60                          |
| Acte nocturne             | XXIII  | Wharnow are alle her childer, say?              | Sol mineur                                                                         | 2 vibraphones, guitare, 2 voix, batterie, contrebasse                                                                                                  | Fast T°                                    |
| Acte nocturne             | XXIV   | Is that the Poulbeg…                            | Ré mineur (bluenotisé)                                                             | 2 vibraphones, guitare, 2 voix, batterie, contrebasse                                                                                                  | Médium T° puis Medium Slow T°, puis Slower |
| Acte nocturne             | XXV    | But at milkid mass who was the                  | La Majeur                                                                          | 2 vibraphones, guitare, 2 voix, batterie, contrebasse                                                                                                  | Medium fast                                |
| Acte nocturne             | XVI    | Cant’ hear with the waters of                   | Ré mineur - La Majeur - Coda - cadence plagale en La Majeur                        | 2 vibraphones, guitare, clarinette, 2 voix, batterie, contrebasse                                                                                      | Freely (Slow)                              |

### Les 26 «numéros»

#### I
La première pièce d'Anna Livia Plurabelle est moins une ouverture qu'un « portique chanté » (sur le modèle symbolique – quoique d'un tout autre langage – de celui qui ouvre la Messe en Si mineur de J.-S. Bach (les quatre premières mesures).
Ce « portique » d'introduction établit la tonalité principale, La Majeur, et se divise en deux sous-parties (l'une vocale, et son commentaire, orchestral).
La pièce s'ouvre sur un accord de tonique joué par les cuivres, accord appoggiaturé par le VIe degré abaissé (F7 avec neuvième), et accord affublé d'une septième naturelle (et d'une neuvième), soit une double caractéristique qui trace dès les deux premiers accords la marque omniprésente du blues (le ré#/mib du F7, blue note 5 de La, et le sol, blue note 7 du ton principal). Une présence du blues revendiquée par cet aphorisme figurant en exergue de la partition publiée : « With the blues, never lose ». Le renversement de l'accord de tonique (et de son appoggiature) est néanmoins très peu conventionnel, surtout pour un début d'œuvre – avec la tierce majeure à la contrebasse et au saxophone baryton.
L'empreinte du blues s'approfondit encore avec l'entrée des deux voix, qui déploient un véritable contrepoint sur les trois blue notes de la tonalité principale, qui s'entendent alternativement au contralto et au soprano, en quinconce : 5, 3, 7, puis 5, 7, 3.

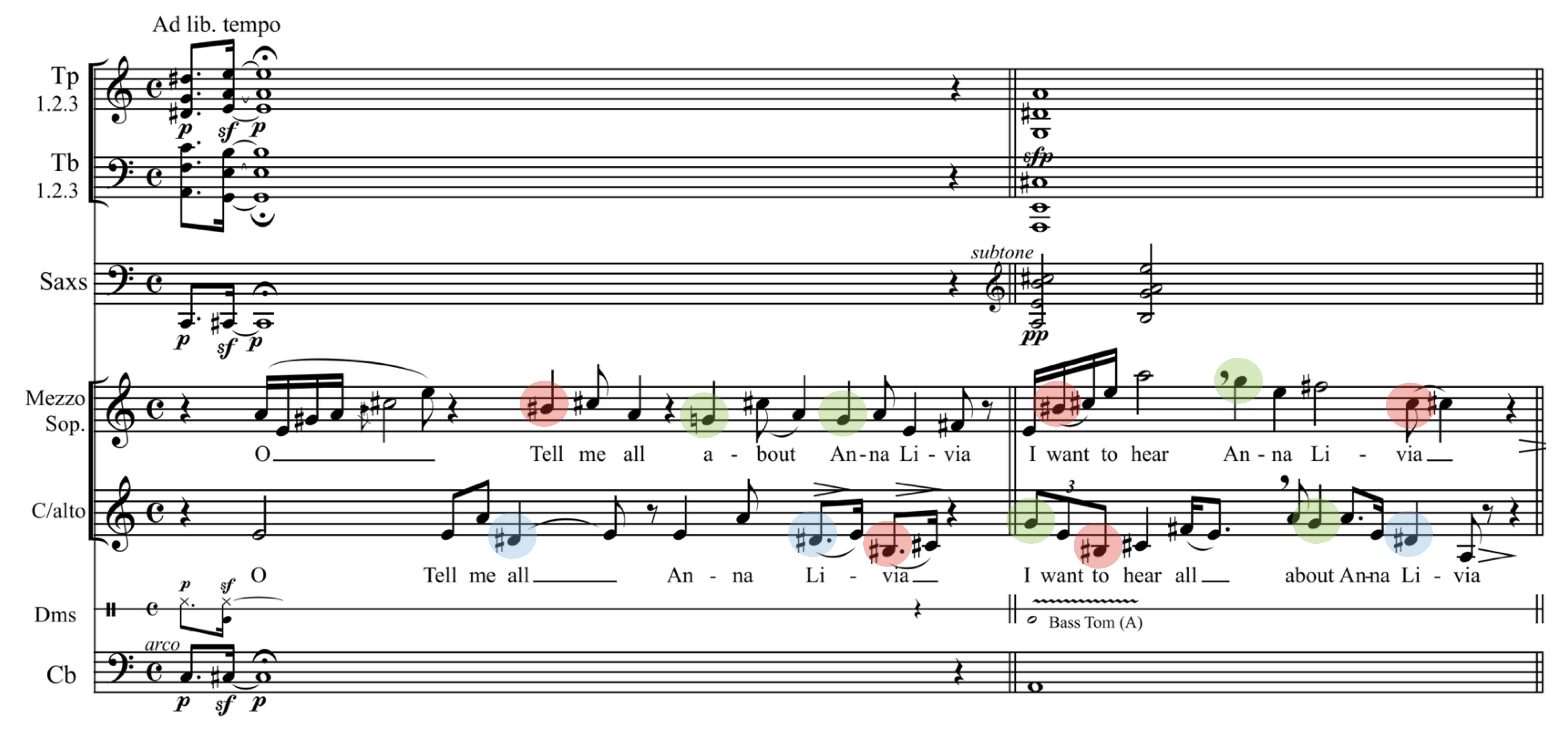
ALP Introduction (contrepoint vocal sur les blue notes de La Majeur [3 : rouge / 5 : bleu / 7 : vert]).

Le texte des deux voix est, dans la version originale, chanté en deux langues superposées, français et anglais, annonçant ainsi dès le début ce qui constituera l'un des glissements les plus spectaculaires de l'œuvre, dans la pièce XIII. Lors de la première phrase, c'est le contralto qui chante en français, et le soprano en anglais (« O, dis-moi tout d'Anna Livia ! /  O, tell me all about Anna Livia! »). Répond alors, après un nouvel accord de tonique (intégrant la blue note 5) une deuxième exclamation pour laquelle les voix permutent linguistiquement  (« I want to hear all about Anna Livia! / Je veux tout savoir d'Anna Livia ! »), la voix de contralto passant en anglais et la voix de soprano en français – cette dernière se démarquant par un lyrisme soudain et dramatique qui annonce ce qu'elle deviendra à partir du centre de l'œuvre et de la grande aria de la pièce XV).
Le « portique » se referme par un commentaire orchestral scandant en homorythmie une succession diversement accentuée de 11 accords aux dispositions peu conventionnelles, qui font glisser la sensation de polarisation tonale forte du début vers le régime harmonique dissonant qui sera celui de tout l'épisode qui suit.

#### II
C'est le début de « l'épisode initial », qui courra jusqu'à la pièce VIII. Le tempo est très rapide, et le caractère impétueux, avec une section rythmique contrebasse-batterie assez traditionnelle, mais rehaussée de quelques ruptures rythmiques (découpage accentuel à trois temps) ou mélodiques dans la ligne de walking bass (dont la trajectoire n'offre pas de repères harmoniques familiers, dans un climat généralement atonal).
Les voix s'expriment en sprechstimme, sur un mode essentiellement dialogué (« Et bien tu connais Anna Livia ? / « Bien sûr tout le monde connaît Anna Livia »). À ce dialogue vocal répond un dialogue instrumental entre deux couples d'unissons (deux saxophones altos contre deux trombones) dont les motifs enchâssés se contrarient aussi bien mélodiquement (seconde mineure descendante contre seconde majeure ascendante) que rythmiquement (sur le temps aux saxophones, en levée aux trombones) :

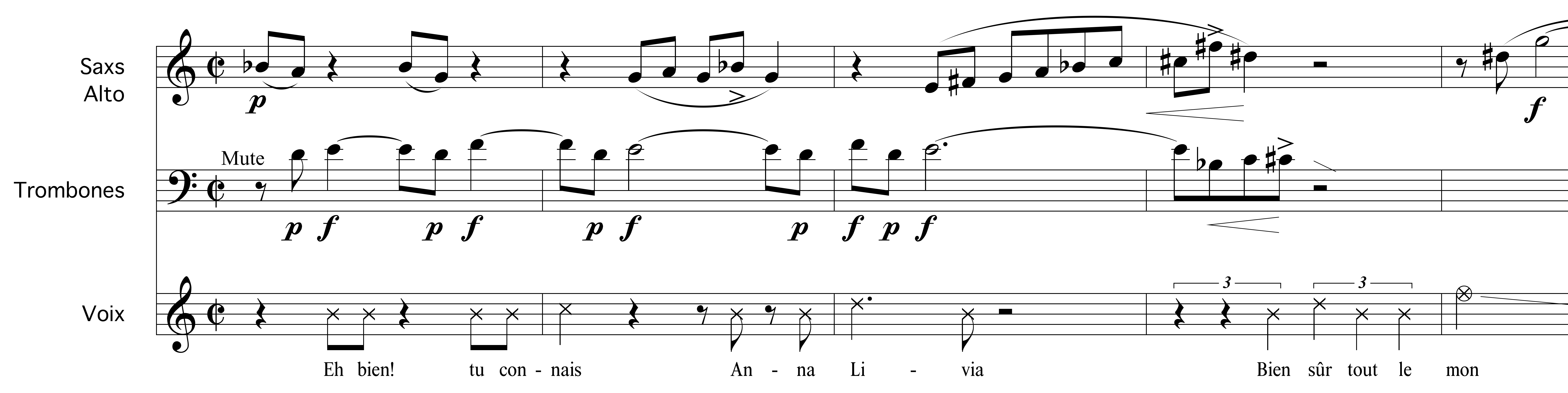
ALP II Contrepoint imitatif sur deux intervalles en contre-accents (saxophones vs trombones).

Les saxophones abandonnent ensuite leur motif au profit de phrases mélodiques atonales mais dont le profil est tout à fait celui de la phrase d'improvisation jazzistique, type be-bop. Les trombones à leur tour abandonnent leur motif pour des phrases qui donnent à l'auditeur familier du jazz des repères mélodiques hérités du monde tonal tel que les improvisateurs l'utilisent (longue gamme diminuée ascendante sur do).
De phrase en phrase, les saxophones altos se fixent, au terme de plusieurs impulsions faussement répétitives, sur un fa  aigu qui s'immobilise, et débouche sur un break improvisé du premier alto (le seul de toute l'œuvre).
Sous la tenue des saxophones et avant ce break, la voix de soprano se fixe elle aussi sur la dernière syllabe du texte « dans le parc de l'Inphernix », prolongée et soulignée (« kssssssss »).

#### III
À la syllabe allongée sur le dernier mot de la pièce II, répond la syllabe allongée du début de la pièce III, soulignée par l'homorythmie des deux voix, sur le faux juron joycien « c'est un beau saalaud », dont Hodeir supprime la dernière syllabe pour relier la première à la phrase suivante (« Vois-moi cette saleté ») à laquelle il applique la même allitération (« sss-saalaud / sss-saleté »).
L'unisson des deux saxophones altos devient un unisson de saxophones sopranos, s'exprimant dans des tournures voisines de celles de la pièce précédente, dont ils sont une sorte d'exaspération. Les deux trombones ont quitté le motif de seconde du début de la pièce II pour travailler un intervalle de tierce qui était apparu sur la toute fin de II. Ce motif finit par se déliter, se fractionne, et rejoint in extremis le régime d'expression plus mélodique (la dernière phrase s'achevant sur un long trille large sur un do aigu).
La rythmique assure toujours le même tempo rapide, avec une walking bass plus exclusivement continue, dans laquelle on retrouve occasionnellement la gamme diminuée que les trombones avaient en charge à la pièce précédente, tandis que le profil de sa ligne de noires continue indique de récurrents découpages métriques à trois temps, comme dans la pièce II).

#### IV
La pièce IV marque la première coupure de l'œuvre, avec un changement remarquable de caractère. Le tempo devient medium et les saxophones disparaissent, l'orchestre consistant désormais en trois trompettes et trois trombones, avec sourdine sèche. Le do aigu trillé des trombones, en fin de III, est relayé par le do aigu en sourdine du troisième trombone, qui ouvre la pièce IV. Contrepoint et dialogue mélodique des pièces précédentes disparaissent, les cuivres jouant maintenant de façon exclusivement homorythmique, avec des block chords dissonants qui viennent essentiellement en ponctuation des phrases vocales scandées, illustrant souvent le texte par le jeu des nuances ou des effets de timbre. Le growl, par exemple, figure tantôt le « grabuge » prononcé par la voix de soprano, tantôt matérialise un mot caché dans un calembour joycien (« eau-rage » = orage, dans la phrase « Tu sèmes l'avon, tu récoltes l'eau-rage »).
La section rythmique elle aussi change totalement de caractère et est mise en évidence à la fois du fait du dispositif syncopé de la batterie et surtout du fait de la partie de contrebasse, originale et marquée de constants changements de registres abrupts.

ALP IV Les block chords des cuivres en réponse aux voix et les sauts de registre à la contrebasse.

#### V
La pièce V renoue avec le caractère initial, avec le retour du tempo rapide des pièces II et III, une section rythmique plus continue, et à nouveau un dispositif instrumental formé de deux lignes d'unissons. La première ligne mélodique n'est plus confiée à deux saxophones altos mais à un unisson flûte-clarinette, tandis que deux saxophones ténors remplacent les deux trombones des pièces II et III pour la deuxième ligne mélodique (qui ne commence qu'après un bref épisode en quartes parallèles, sur un motif rythmique qui rappelle fortement celui qui ouvrait la pièce II). Ce contrepoint à deux voix est fait de phrases virtuoses et abruptes, qui semblent pousser vers une exaspération, les deux binômes instrumentaux tendant vers le haut de leur tessiture, suivis en cela par la contrebasse.
Sous ce contrepoint instrumental, les voix énoncent le texte qui annonce l'un des glissements les plus significatifs à venir, le glissement stéréophonique : « Sbire Kauche était droit mais Sbire Troyt senestre » /  « Reeve Gootch was right and Reeve Drughad was sinistrous ».

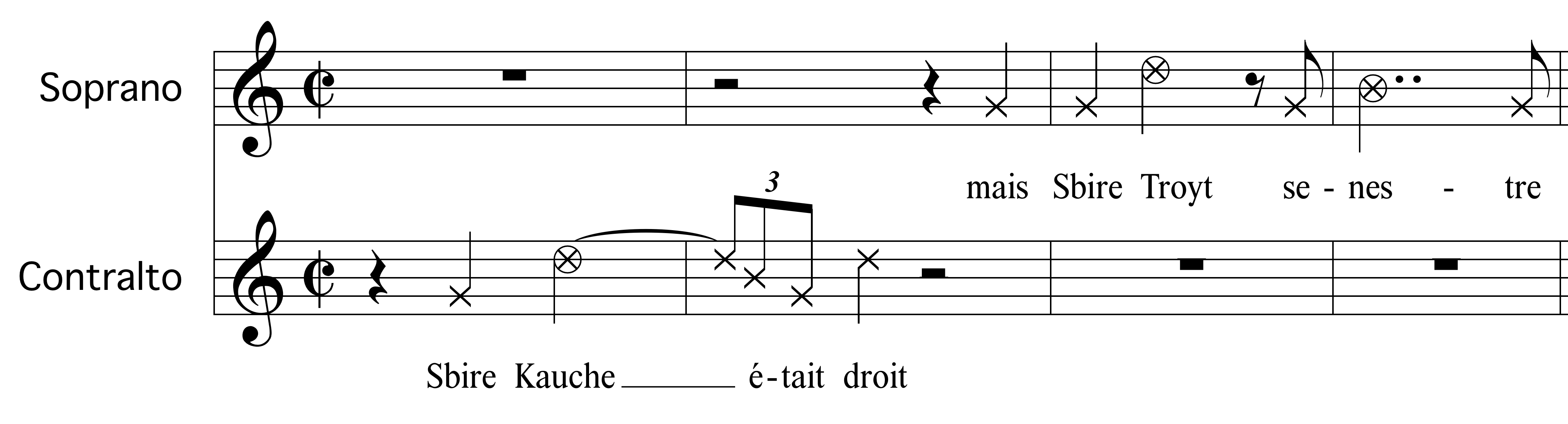
ALP V Annonce (pressentiment) du glissement stéréophonique.

#### VI
Le passage entre les pièces V et VI est imperceptible, sans la moindre interruption. Il se signale par le retour du dispositif orchestral à six cuivres de la pièce IV (trois trompettes et trois trombones) et leur configuration en block chords ponctuant la déclamation vocale. Mais une surprise intervient dès la fin de leur première phrase (« Et sa voix qu'il traîne derryère chaque phrase »), avec l'entrée inattendue du couple violon-vibraphone, qui avec les doubles cordes (parfois pizzicato) de l'un et les quatre baguettes de l'autre viennent relayer le jeu en block chords des six cuivres, mais d'une façon beaucoup plus discontinue, avec des sauts de registres abrupts.

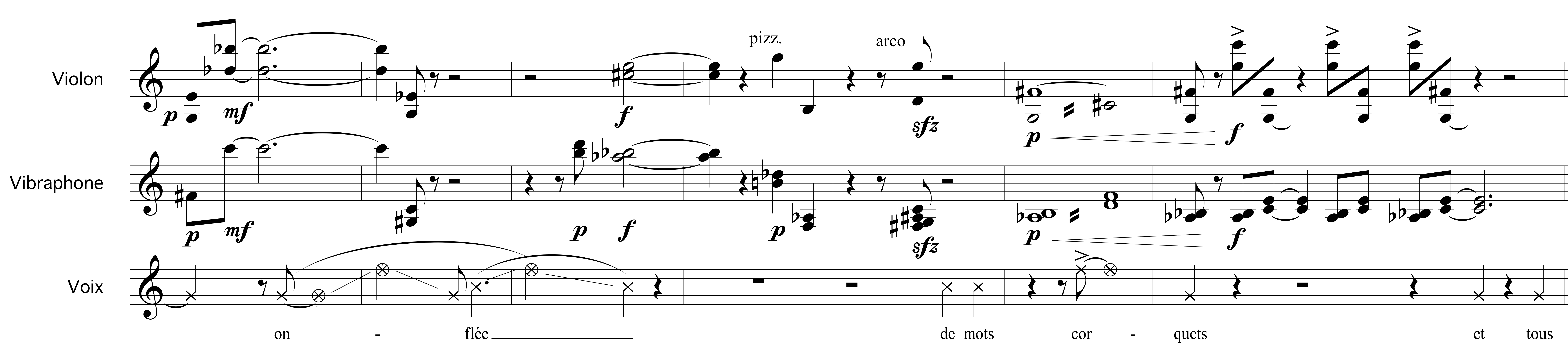
ALP VI Le violon et le vibraphone reprennent l'écriture en block chords abrupts des cuivres.

Le texte de Joyce « sans égalouégaux » suggère alors à Hodeir l'utilisation du principe du chase appliqué d'une façon originale, par blocs de deux mesures, entre les voix d'un côté, et un assemblage étonnant du duo violon-vibraphone et des trois trombones (qui fonctionnent ensemble sans pour autant être homorythmiques – chacune de leurs interventions étant soulignées par l'interruption du continuum de la batterie ).

#### VII
L'instrumentation de cette pièce est presque similaire à celle de la pièce V à une exception : le violon remplace le vibraphone. Elle est divisée en deux parties : une première phase de 16 mesures et la deuxième phase en conclusion.
Elle s'ouvre par un changement de caractère par rapport à la pièce précédente. Il y a une cassure dans le discours, avec les deux voix qui s'attardent sur l'imitation des cloches par les onomatopées « Dom-Dom-Dombdomb ». Alors que celles-ci n'apparaissent qu'une seule fois dans le texte original joycien, elles sont au contraire répétées (et fragmentées) à de multiples reprises par Hodeir tout au long de la première partie de cette pièce, qui est une sorte de variation parodique, « dans une ambiance onirique », sur le son des cloches. Cette focalisation sur les cloches compense en quelque sorte la coupure que le compositeur s'est autorisé dans le texte joycien, omettant avant le son des cloches deux phrases entières du texte original : « Coulette et Lemont, quant l'eure est Noël craignent et espèrent un isthme joyeux. O passe la main et pô selautre ».
La section rythmique installe une boucle de quatre mesures à trois temps, sur laquelle la clarinette et la flûte jouent en alternance des phrases arpégées qui sont autant d'incursions tonales dans l'œuvre, même si la pièce VII reste essentiellement atonale : la flûte par exemple, évoque clairement le ton de La Mineur par son premier arpège de E7, préfiguration du glissement vers la tonalité, qui se prépare, sorte de « coup de projecteur sur l'avenir de l'œuvre ».
Le trio flûte-clarinette-violon devient de plus en plus virtuose, quoique extrêmement pointilliste et, empruntant de plus en plus des tournures idiomatiques du jazz, finit par une sorte d'exclamation dans le suraigu (clarinette et flatterzung de flûte soutenant le contre-réb de la voix de soprano). La deuxième partie renoue alors avec le climat des pièces précédentes et le tempo rapide (avec la contrebasse en walking bass accompagnée de la batterie). La flûte et la clarinette dominent par des phrases presque intégralement écrites en tierces majeures – produisant un « effet de luminosité ». Leurs interventions tantôt très continues, tantôt très hachées sont ponctuées par les saxophones ténors et le dialogue des deux voix.

ALP VII Épisode des cloches et transition de la première à la deuxième partie de la pièce.

Flûte et clarinette se rejoignent enfin à l'unisson et amènent la double interjection soudainement chantée « Boyarka buah! Boyana bueh! », dont Hodeir répète le dernier terme en l'épaississant de quatre à six voix.

#### VIII
Cette pièce est extrêmement courte : seulement 6 mesures. Le dessin mélodique vocal de la pièce précédente (« Boyarka buah! Boyana bueh! ») est revisité et encore épaissi, dans un phrasé de masse à 9 saxophones, sur 3 temps, puis 4 et enfin 5 temps, avant de se chromatiser dans l'aigu et d'être repris deux fois comme en écho par un pupitre de six cuivres.
Il y a un effet d'explosion dû à la texture que constituent les neuf saxophones et les six cuivres. C'est la première apparition d'une sonorité « big band » dans l'œuvre – même si les cuivres ne se mélangent pas encore aux saxophones.
Cette huitième pièce constitue aussi une sorte de coda de ce que l'on peut appeler le grand « épisode initial » (pièces II à VII), conçu comme une grande improvisation libre, sans tonalité ni symétrie de structure.

#### IX
Quittant le langage atonal pour introduire peu à peu une tonalité affirmée, la pièce IX apporte un début de stabilité dans l'œuvre. Une phrase en La mineur, à la quatrième mesure, affirme un diatonisme qui rompt avec l'écriture chromatique qui était celle de la pièce précédente, même si Hodeir maintient la présence régulière de quelques éléments dissonants, qui établissent un lien avec ce qui précède.
La première partie de la pièce, écrite pour un effectif mettant les cuivres en évidence, est construite d'enchaînements de blocs d'accords sur le motif suivant :

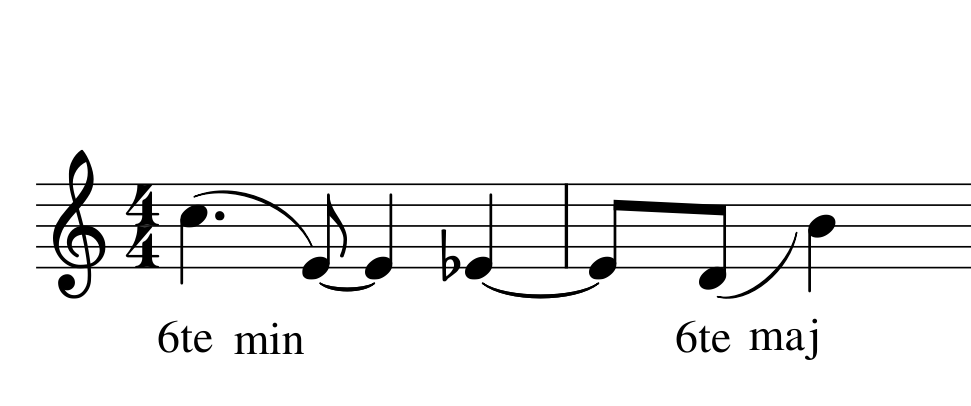
ALP IX Motif de sixtes générateur.

Ce motif, construit sur une sixte mineure descendante et une sixte majeure ascendante, est tiré d'une figure d'accompagnement de la pièce VII. Ces intervalles constitutifs varient parfois à peine, pour faire entendre des dissonances ou au contraire des intervalles appuyant la sensation de tonalité.
Ces blocs d'accords de cuivres sont écrits de façon très serrée, avec des dispositions peu habituelles qui en font davantage pour l'oreille des « objets sonores compacts qui densifient la mélodie » que des accords, même si (paradoxe subtil de cette écriture) ces dissonances, qui rappellent le style des pièces précédentes, n'entravent pas la perception des fonctions tonales qui s'installent peu à peu.
Les voix sont percussives, syllabiques, et parlées en homorythmie avec les blocs d'accords, d'une façon presque monocorde. Cet effet fait sonner l'orchestre « comme s'il parlait d'une voix un peu robotisée ». Seul un passage fait une brève incursion dans le chanté sur le mot « Havemmarea » – dont l'assonance avec « Ave Maria » explique ce court figuralisme.
La deuxième partie de la pièce IX voit s'imposer le violon, dont le discours mélodique très développé libère peu à peu le chant, par contagion, de sa rectitude précédente et de la pesanteur des blocs d'accords (qui deviennent alors des commentaires ou des ponctuations).

ALP IX Extrait du solo de violon, qui dialogue avec le texte (« sans crin du touch » = pizzicato).

Le texte de Joyce (« un archet sans crins du touch ») pousse ensuite le violon à jouer pizzicato, occasionnant du même coup le retour des block chords de cuivres, qui rivalisent alors avec la virtuosité du violon reprenant son archet.
La coda de violon, enfin, achève d'étendre sur toute la tessiture de l'instrument l'intervalle de sixte qui constitue la cellule de base de cette pièce.
La prédominance du solo de violon met pour la première fois de l'œuvre au premier plan la technique de l'improvisation simulée, improvisation écrite dans le style du soliste (Jean-Luc Ponty dans la version originale) destinée à mieux s'insérer dans la texture polyphonique et dans la progression dramatique de l'œuvre qu'un véritable solo improvisé (dont le terrain d'expression idéal n'est pas celui d'une œuvre aussi écrite que l'est Anna Livia Plurabelle).

#### X
Cette pièce est écrite comme une pièce orchestrale de jazz, pour un ensemble de cuivres, contrebasse et batterie. Cette dixième pièce est la seule qu'André Hodeir ait jamais accepté de donner en concert à la manière d'une pièce autonome, le compositeur soulignant que les pièces d'Anna Liva Plurabelle ne sont pas conçues pour être des numéros détachables mais bien pour « s'emboîter l'une dans l'autre ».
Un dialogue entre trombone et contrebasse introduit le discours dans un tempo très lent (où deux mesures des cuivres correspondent à une seule mesure réelle de la section rythmique). Un caractère mystérieux s'installe, la première polarité tonale s'affirme tardivement. Le texte consiste en un récit de 4'30 accompagné par l'orchestre qui appuie son aspect dramatique. La voix 1 se charge de réciter le texte tandis que la deuxième voix n'intervient qu'avec parcimonie pour commenter.  La pièce est de forme lied, bien que le B de la forme A-B-A soit considéré comme un début.
Le discours ne s'arrête pas, il avance sans reprise jusqu'à la fin de la pièce. L'alternance rythmique entre valeurs longues et brèves participe à la dynamique de la pièce. L'écriture est une écriture par sections, même si à l'intérieur des sections se crée un jeu de texture accompagnant la complexité rythmique. Au cours de la pièce, on voit la texture s'épaissir, le lead étant d'abord harmonisé à 3 voix, puis 4, puis 5, avant de se désépaissir à nouveau par la suite.
L'effet d'articulation et de mouvement se crée également par la tessiture et l'ambitus des sections, ainsi que par l'extrême mobilité que permet une écriture extraordinairement méticuleuse sur le plan rythmique. Parfois les écarts entre les instruments sont très larges puis se resserrent. Pendant toute la première partie, trombones et trompettes forment néanmoins une masse relativement homogène, qui se fractionne ensuite à partir de l'entrée inattendue du pupitre de saxophones, qui amènent une élasticité de phrasé nouvelle.
Les saxophones entrent à la suite d'une montée en triple croches des trombones, reconnaissable à sa désinence en quartes parallèles. Cette entrée crée un tournant dans la pièce et la fait changer d'aspect (la pièce XI se souviendra de ce « signal » puisqu'elle le citera peu avant l'entrée surprise de la clapping section).

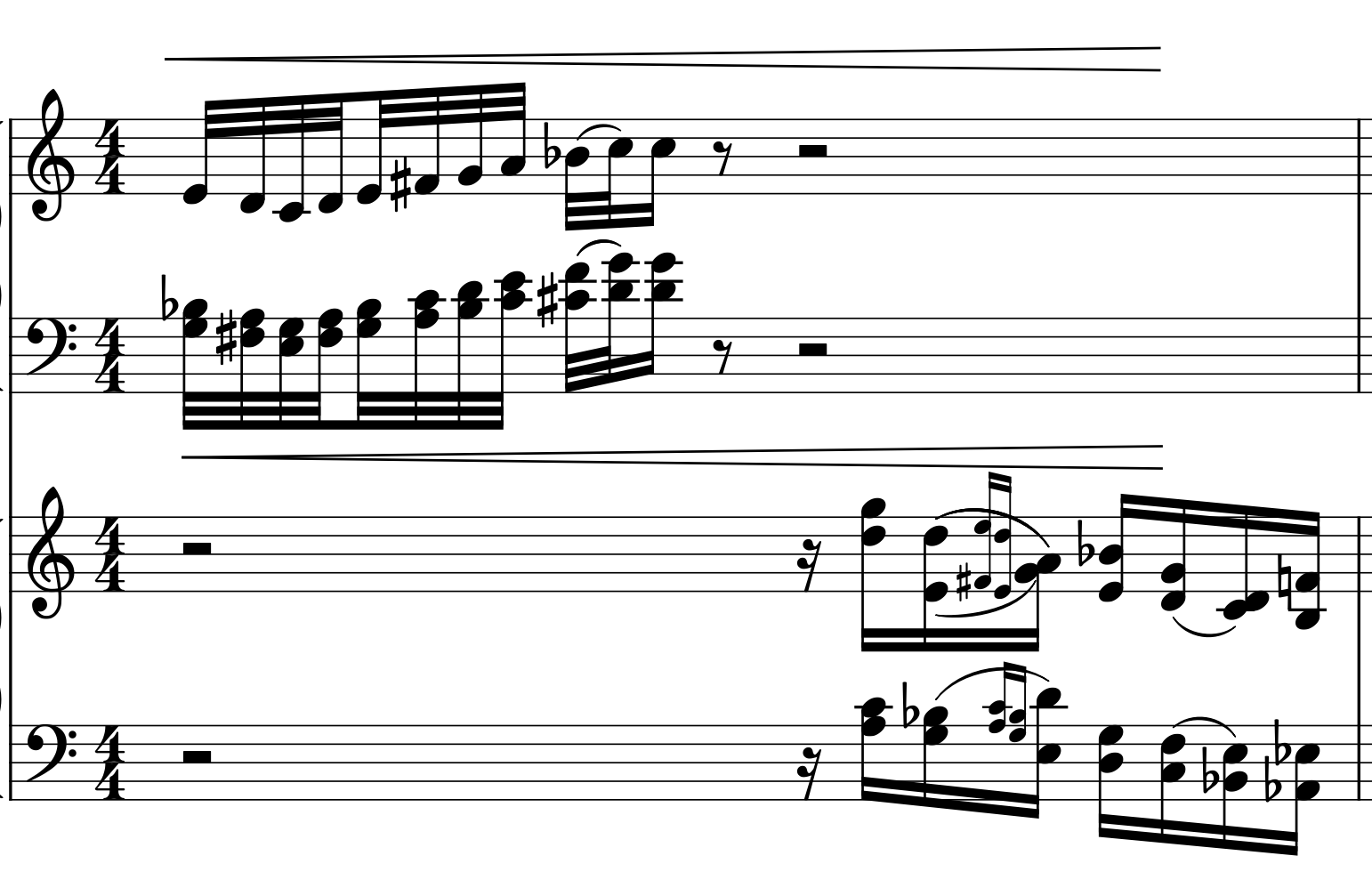
ALP X Entrée des saxophones.

La voix de soprano reprend alors son récit (« Et c'était elle, Anna Livia / And there she was, Anna Livia »), ponctué par les cuivres (trombones et trompettes). Les saxophones apportent désormais une légèreté et un certain lyrisme à la pièce, tout en restant dans son caractère lent et calme. Les trombones et trompettes se laissent entraîner par ce nouvel aspect mobile et un jeu s'installe entre les trois sections, chacune prenant tour à tour l'avantage dans le discours et produisant des creux et des pleins d'intensité d'une grande originalité. Hodeir utilise à cette fin une technique originale de « réveil dramatique » en introduisant subitement et fugacement la doublure d'octave (à peu près inexistante partout ailleurs dans l'œuvre), effet de surlignement que renforce la « fusée » ascendante des saxophones, faisant le pont symbolique entre l'homme et Dieu, placés habilement en contiguïté dans le texte de Joyce (« et une bouchée à la payne pour complaire à cet homme (Dieu lui serre la ventrière) »

ALP X Doublure d'octaves parallèles du lead de trompette (effet de « réveil » dramatique).

#### XI
Contrastant par rapport à la pièce précédente par son tempo médium et par sa différence de texture, la pièce XI est néanmoins une sorte de variation de la Xe si l'on observe sa conduite tonale. Elle est construite autour de deux constantes, la section rythmique et la clarinette, auxquelles se superposent d'autres éléments apportant du relief et faisant varier la texture.
La pièce XI s'ouvre sur un ostinato : en effet, la section rythmique répète un même motif de deux mesures durant l'intégralité de la pièce (à noter que c'est la première fois de toute l'œuvre que la guitare intègre la section rythmique), tandis que les changements harmoniques forment des périodes qui englobent plusieurs fois le motif rythmique.

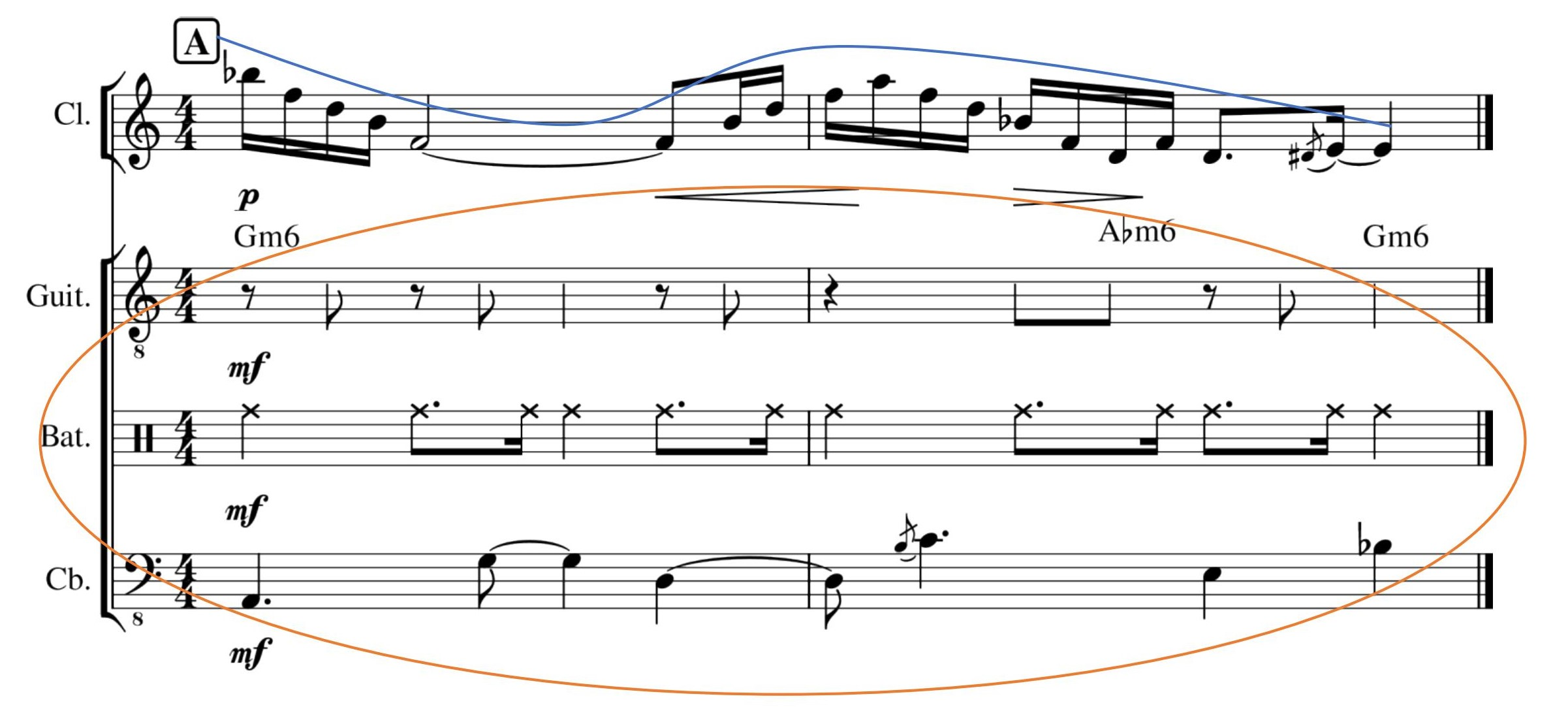
ALP XI Ostinato de la section rythmique.

Le rôle prépondérant de soliste est tenu par la clarinette qui introduit la pièce d'une longue tenue et dont l'écriture est construite autour du concept d'improvisation simulée. Ses longues phrases mélodiques apportent une « souplesse ondulante » au cadre rigide la section rythmique.
Le trio de trombones apparaît au milieu de la pièce à l'unisson, faisant pour la première fois concurrence à la clarinette dans son rôle de soliste.
Quant aux voix, elles poursuivent dans le style de la déclamation dramatique (sprechgesang) entendu dans les pièces précédentes, tout en incisant leur discours de brèves « fantaisies chantées ». Hodeir a notamment recours, le temps d'une mesure, au style très orné de l'opéra italien sur les paroles « Chelli Michele » au soprano. Il dissimule ce faisant, comme l'écrivain avec les italiques dans son texte, de fausses citations : « Je me suis appliqué à les camoufler en hommage à Joyce qui a fait de même ».

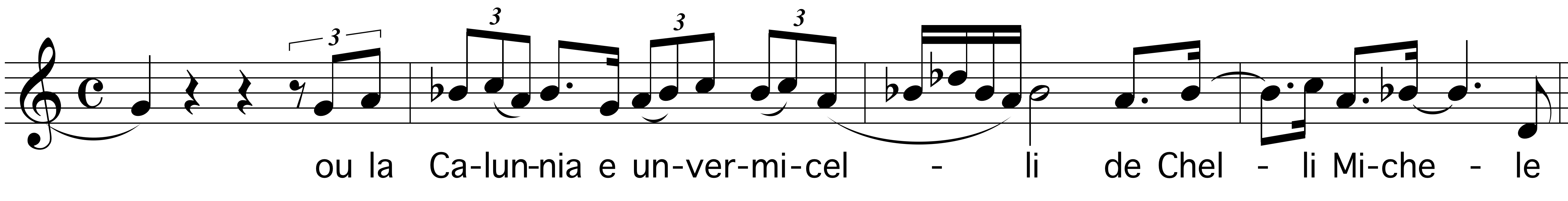
ALP XI, exemple de tournure opératique dans la partie vocale.

Cette pièce est marquée par une succession de deux montées en tension : l'une est due à un changement de caractère des trombones et de la section rythmique, amenant ainsi ce que Hodeir désigne comme un « nouveau départ ». L'autre voit la soudaine apparition d'une clapping section, dont le motif immuable souligne l'afterbeat et joue, dans cette « scène du bordel », sur la polysémie du mot claque (faire la claque [applaudir, frapper dans ses mains] et le claque [argot de maison close]).

#### XII
La pièce XII fait figure d'entracte au milieu de la séquence qui s'étend des pièces IX à XIV. Elle est en grande partie chantée et suit le texte dans sa « volonté parodique ».
Elle est interprétée par les deux chanteuses et neuf clarinettes réparties en deux groupes stéréophoniques : cinq à droite (groupe A) et quatre à gauche (groupe B). Celles-ci sont accompagnées par la contrebasse et la batterie.
Cette pièce est constituée de quatre parties de durées inégales.
Dans la première partie, les deux voix chantent tantôt en mouvement contraire, tantôt à l'unisson – ce qui se produit très peu ailleurs dans l'œuvre. L'harmonie enchaîne sept block chords, dont l'effectif est chaque fois différent. Cette première partie s'achève par une courte phrase sans section rythmique.
La deuxième partie est en contraste avec la première par son tempo rapide et marqué. Tout d'abord, les deux groupes de clarinettes, l'un écrit en block chords et l'autre à l'unisson, s'opposent puis se complètent au-dessus la voix de contralto qui chante de manière très rythmée dans un registre grave. Ensuite les deux groupes jouent à l'unisson puis s'ouvrent progressivement en éventail jusqu'à atteindre neuf voix distinctes. Après une gamme ascendante en triolets qui se densifie progressivement, on retrouve une alternance de block chords au groupe A et d'unissons au groupe B. S'ensuit un passage statique qui accompagne le crescendo suraigu de la voix de contralto jusqu'au point culminant d'un contre-ut paradoxal (puisque sur le mot piano).

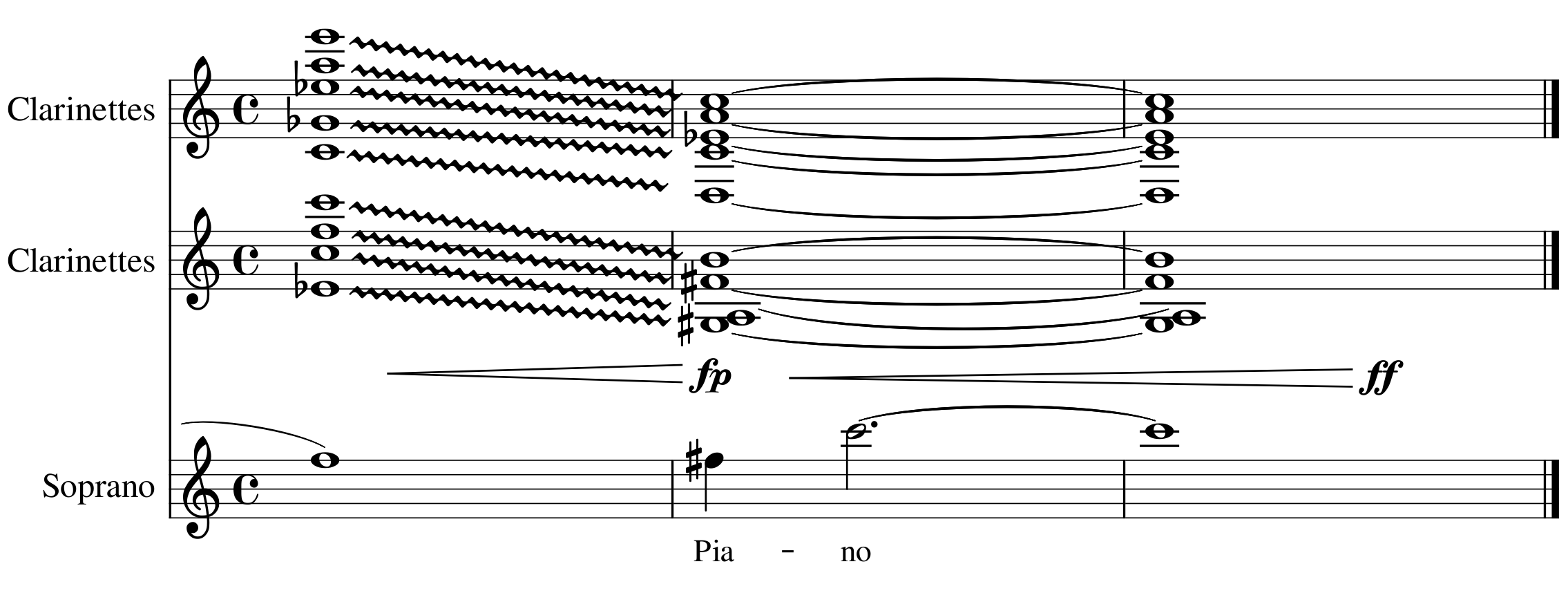
ALP XII Contre-ut paradoxal sur le mot « piano ».

#### XIII
Dans la pièce XIII, l'orchestre est divisé en trois groupes autonomes :
- Groupe A : trio clarinettes-violon-vibraphone
- Groupe B : un ensemble de cuivre + un bugle solo.
- Groupe C : contrebasse et batterie (section rythmique).
La pièce est construite sur l'alternance régulière des groupes A et B – ce qui lui donne presque un aspect responsorial. Le groupe B joue dans un tempo très lent, tandis que le groupe A joue quatre fois plus vite.
La pièce se présente comme un choral constitué de huit périodes symétriques de douze mesures (trois mesures réelles). C'est le bugle solo qui débute chaque période avec une figure mélodique dans la tessiture médium grave, puis enchaîne sur une longue tenue finale dans l'extrême grave dès l'entrée du groupe A.

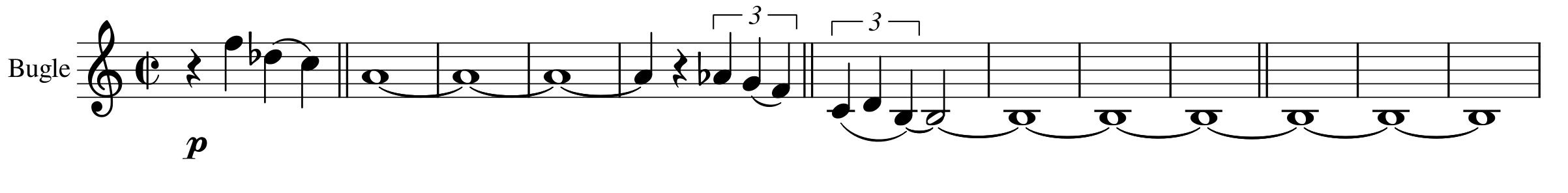
ALP XIII Début du « choral » de bugle.

Le groupe A entre au bout de quatre mesures (une mesure réelle), sur des phrases accentuées en valeurs brèves. Pour chaque période, la section rythmique accompagne le groupe B pendant les quatre premières mesures, en tempo très lent avec les balais de la batterie, puis le groupe A avec une pulsation quatre fois plus rapide, en remplaçant les balais par des baguettes. Cette alternance [groupe B – lent – balais] / [groupe A – rapide – baguettes] est présente tout au long de la pièce. Harmoniquement, les périodes du choral ne se reposent jamais dans une tonalité fixe, reflétant en cela le principe d'évolution tonale perpétuelle de l'œuvre.
Les voix apparaissent uniquement pendant l'intervention du groupe A. Elles déclament le texte à l'unisson recto tono en une sorte de psalmodie – qui dans la version initiale bilingue est particulièrement spectaculaire parce que l'anglais s'y superpose au français utilisé jusqu'à ce point de l'œuvre. Hodeir baptisait cette pièce à la scansion psalmodique monocorde « la litanie rythmique ».
C'est alors que la répartition stéréophonique s'inverse. La voix 1 qui était à droite passe à gauche et la voix 2 passe de gauche à droite. Cela figure la prédiction annoncée plus tôt dans le texte de Joyce : « Reeve Gootch was right and Reeve Drughad was sinistrous ». Ce double changement (stéréophonique et linguistique) est l'un des principaux glissements qui structurent Anna Livia Plurabelle.
La dernière période met en place la répétition d'une figure statique, dont le modèle mélodique sert de point de départ à l'introduction de la pièce suivante et constituera le matériel principal de son « phrasé continu de saxophones ».

#### XIV
Cette longue pièce contraste avec la précédente (XIII), qui était plutôt douce. Le tempo est élevé, et le caractère est turbulent, fiévreux (renouant avec le climat des parties II à VII), avec, outre la section rythmique,  un dispositif orchestral à cinq cuivres et trois saxophones ténors.
Comprenant plusieurs accroissements de tension, alternant des séquences calmes et des séquences plus vives, cette pièce doit surtout son caractère contrasté et tendu à l'opposition/friction quasi permanente entre cuivres et saxophones. .
Le changement est brutal entre la texture légère de l'effectif de fin de XIII (clarinette, violon, vibraphone) et l'introduction de la pièce XIV (six mesures), qui reprend au vol le motif de clarinette de la fin de XIII, transporté dans le phrasé de masse type « big band ». La sérénité qui prévalait auparavant est ainsi bouleversée par la lourde texture des vents (à huit parties).
La voix rentre alors, traitée en sprechgesang (comme dans « l'épisode initial » de l'œuvre) sur des accentuations marquées et des rythmes précis. C'est la voix de contralto qui commence par un long appel (« Onon ! Onon ! tell me more ! ») :

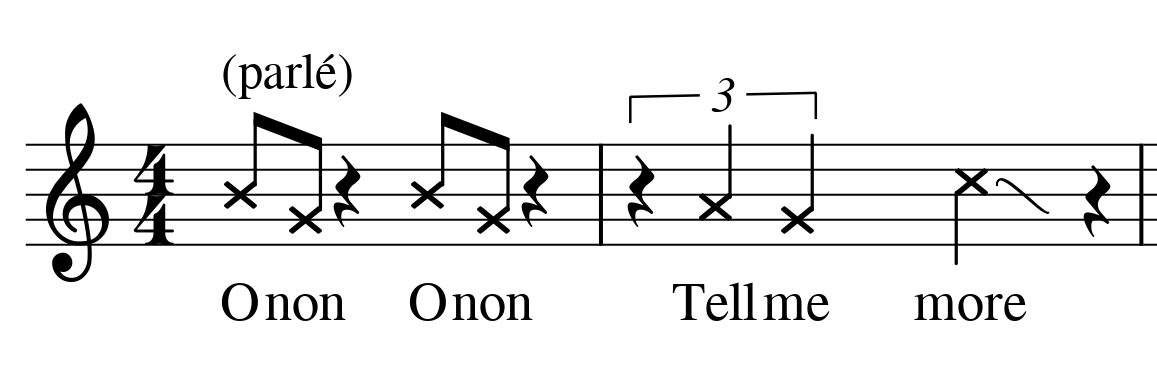
ALP XIV Voix 2 parlée.

Mais c'est ensuite la voix de soprano qui porte l'essentiel du long récit scandé au terme duquel s'opère, cette fois définitivement, le glissement vers le chanté.

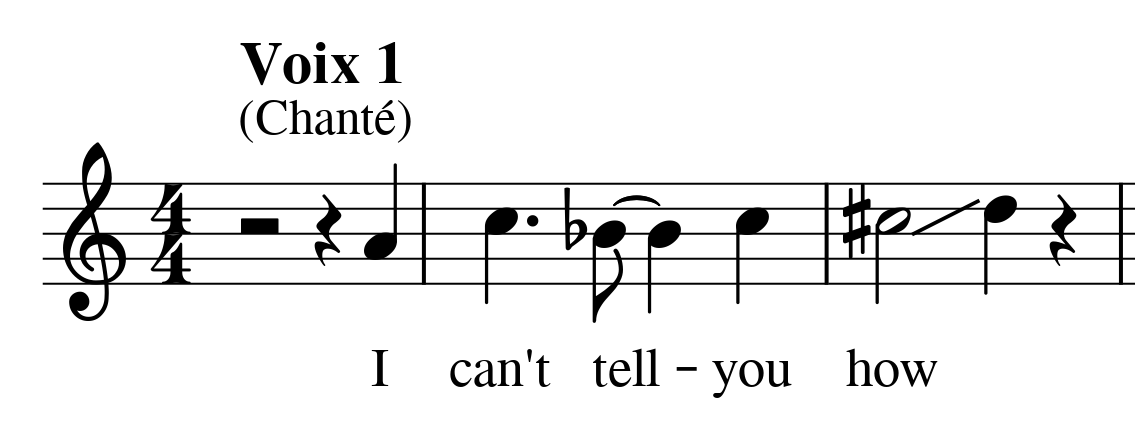
ALP XIV Voix 1 chantée.

Dès lors, Anna Livia Plurabelle devient vraiment une œuvre lyrique où le chant des 2 voix (alternées ou rarement combinées) sera l'élément principal du discours (à la manière d'un opéra).
La particularité la plus remarquable de l'écriture orchestrale de cette pièce réside dans l'écriture continue pour les trois saxophones ténor, qui jouent pendant près d'une minute une suite ininterrompue de croches haletantes en relais, sur un motif de 21 croches qui est tantôt raccourci, tantôt haché par les interventions des cuivres, et qui se décale parfois pour renforcer la sensation d'instabilité ou d'insécurité rythmique.

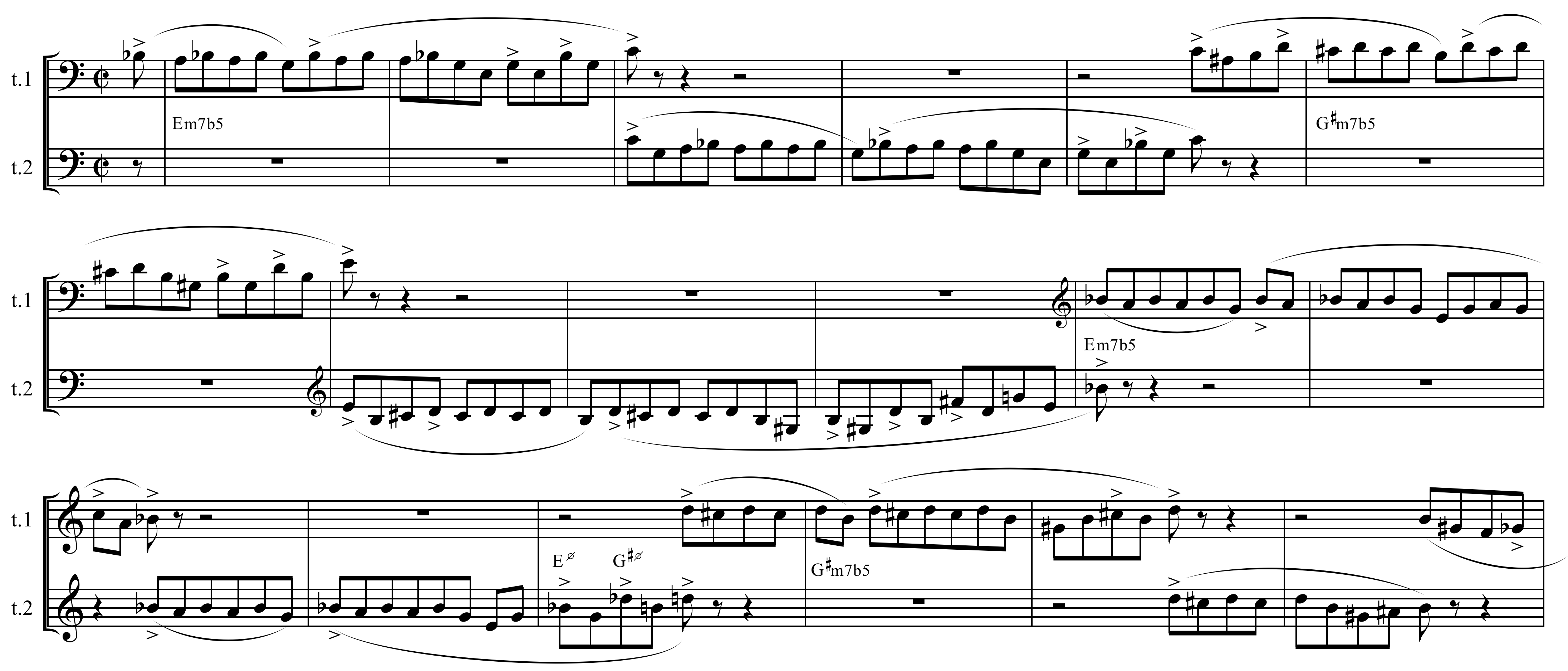
ALP XIV Phrasé « continu » des saxophones ténors.

Cette pièce devient alors franchement spectaculaire, avec des échanges brefs et heurtés entre saxophones et cuivres, ainsi que des effets de timbres impressionnants (growl ellingtonien des cuivres, et harmoniques hurlants aux saxophones – qui annoncent le « it's too screaming » du texte à venir). La musique installe une tension extrême due à l'arrivée prochaine du « serment d'Anna Livia » (« She swore on crost-styx nyne wyndabout she's be live! with all the shangs of them yet »).
Sitôt qu'Anna Livia trouve la solution de son problème (« will she bergened a zakbay »), l'orchestre suit le cheminement de ses préparatifs, et le motif principal des saxophones réapparaît mais est subitement et brutalement freiné par les cuivres, avec des noires legato alternant piano/forte. Les saxophones s'immobilisent sur des accords en trilles, laissant la voix libre à l'avènement du chanté.
Par rebondissement, le trio de saxophones devient plus mélodique, avec des phrases « à la Lester [Young] », qui rappellent, par leur souplesse, celles de la clarinette dans la pièce XI.
L'orchestre finit par se désagréger dans un diminuendo général où la grande phrase continue des saxophones se disloque et se dilue.

#### XV
La pièce XV est le centre symbolique d'Anna Livia Plurabelle (au centre par la durée, c'est elle qui, sur le disque initial, ouvre la Face B). Très à part dans l'œuvre, exclusivement réservée à la voix de soprano, elle est écrite dans un somptueux contrepoint pour un quintette à vents (trompette, trombone, clarinette, saxophones alto et baryton) et la contrebasse. Elle constitue un équivalent de « grand air » d'opéra. L'expression du soprano en a le caractère lyrique, la virtuosité spectaculaire (grands intervalles, lignes disjointes, vocalises...) et la tessiture (touchant le si aigu). Autant d'aspects qui sont annoncés comme en raccourci dès le motif d'introduction, en une sorte de récitatif.

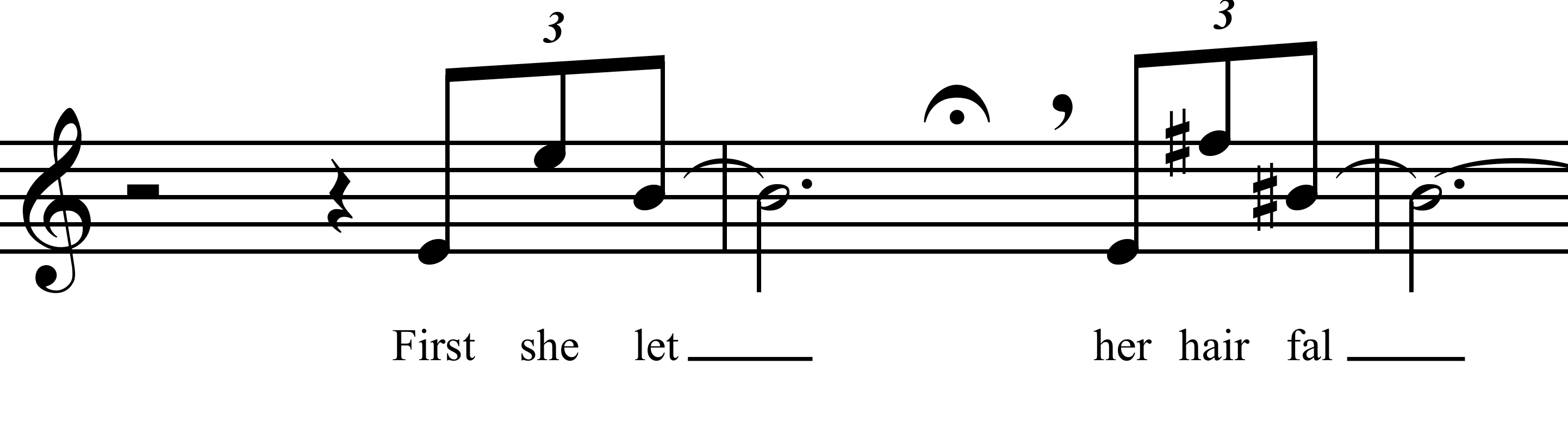
ALP XV Début de l'introduction.

La pièce commence alors véritablement, dans un tempo lent sur lequel se détache un motif unificateur qui va circuler dans le quintette à vents tout au long de l'air, motif d'arpège descendant sur un rythme de deux doubles / croche (qui connaîtra de multiples variantes). Toutes les lignes du quintette paraissent indépendantes, ayant chacune leur vie rythmique propre, et chaque instrument paraît s'exprimer par des formules qui flattent son expressivité propre, la clarinette et le saxophone alto brillant notamment par des phrases virtuoses ayant toute l'apparence de la phrase improvisée. Il y a un lien étroit entre la narration joycienne, à ce point du récit, et le choix d'une écriture ultra-contrapuntique de la part d'André Hodeir. En effet, « l'héroïne se pare, se toilette, Joyce faisant appel à une débauche de vocabulaire (dévoyé bien sûr) d'élégance, d'apparat, de préciosité et de méticulosité. Pour ce passage, Hodeir a créé ce qu'il appelle lui-même « l'air de la toilette », mais un air si orfèvrement ciselé par le contrepoint qu'il devient l'image musicale même de la ciselure littéraire de Joyce ».

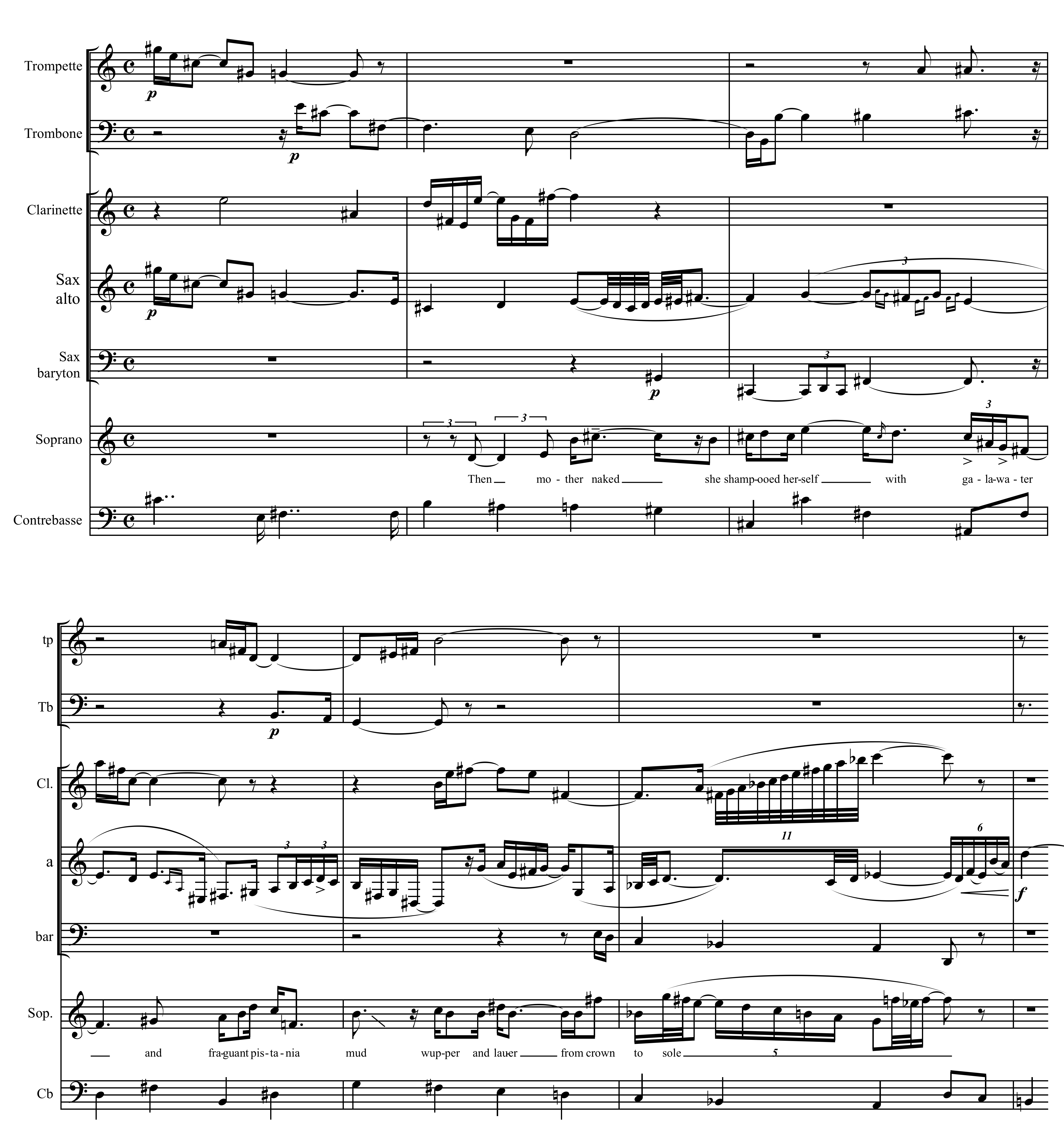
ALP XV « L'Air de la toilette ».

Si les tonalités visitées sont nombreuses au cours de l'air, c'est malgré tout l'une des pièces du corps de l'œuvre où domine le plus nettement la tonalité de La Majeur (ton principal), avec le recours fréquent à une pédale de dominante (mi). L'air s'achève avec le retour du motif d'ouverture (deux doubles / croche), que commente une triade de Mib Majeur arpégée par le trombone (sur un fa# à la basse et un mi de clarinette dans le chalumeau !).
Il laisse place à une sorte de stop-chorus constitué de six fragments mélodiques (au soprano) entrecoupés de points d'orgues. Hormis le premier, chaque fragment est lancé par un accord des vents, soit cinq accords qui dessinent une trajectoire tonale, par le biais d'une marche harmonique ambiguë (Eb7b5b9 [= A7] / Ab7b5 [= D7] / Db7b5 [= G7] / CM7 / B7b5b9) sur laquelle la voix chante des tournures blues assez inattendues.

#### XVI
Cette pièce est constituée de deux parties de tempo différents, reliés par un procédé de « modulation métrique » (la noire de triolets de la première partie devient la noire de la seconde partie) cher à Hodeir.
La première partie est précédée d'une introduction de quatre mesures durant laquelle les cinq cuivres jouent une phrase en parfaite homorythmie avec la rythmique contrebasse-batterie, phrase qui ouvre la voie au contralto (« Describe her! », en position de soliste accompagné pendant toute cette première moitié. Les cuivres s'expriment entièrement en homorythmie, d'une façon très proche de celle de l'introduction.
Au changement de tempo (en proportion sesquialtère – la pulsation étant multipliée par 1,5), la voix de contralto passe rapidement le relais à la voix de soprano, qui conserve le lead, accompagnée par des cuivres dont le discours devient plus ornementé, et dont le phrasé sonne de plus en plus comme un big band classique.
La voix de contralto fait son retour, alors que le texte se fait de plus en plus descriptif (« All smiles / Between two ages»), et, sur une longue pédale de si bémol à la contrebasse, imite le soprano sous la forme d'un canon de six mesures, débouchant sur une sorte de jubilation où les deux voix se rejoignent en homorythmie – mais à distance de onzième ! (« a judyqueen »).

ALP XVI Canon vocal débouchant sur la « jubilation » à la onzième.

Une jubilation qui s'intensifie encore, après la poussée crescendo d'une longue phrase chromatique des cuivres sur des accords diminués (enrichis) parallèles, jusqu'au contre-ut de la voix de soprano (« Save us and tagus! »), qui forme une neuvième augmentée très expressive sur le dernier accord de l'orchestre (A7b9).

#### XVII
Cette pièce se divise en deux parties distinctes : un récitatif dialogué entre les deux voix (« No more? ») et une partie poursuivant le dialogue en tempo plus rapide (« She sported a galligo shimmy of hazevaipar tinto »).
Cette pièce se distingue surtout par la présence de neuf saxophones (du sopranino au basse).
Lors du récitatif qui ouvre la pièce, sans section rythmique et dans un climat hors tempo, les saxophones sont partagés en deux groupes changeants (aussi bien sur le plan de la densité que des dispositions et de l'instrumentation), énonçant tour à tour un accord à quatre ou cinq voix. Chaque accord du groupe 2 prend le relais de celui du groupe 1, engendrant d'étonnantes ambiguïtés harmoniques au moment de leur brève superposition. Malgré un système simple dans son principe (alternance de deux blocs d'accords), la réalisation est extrêmement fine, avec des renversements d'accords inhabituels, des changements de registres inattendus et dispositions d'accords non conventionnelles, qui parviennent à produire un renouvellement permanent du timbre alors que l'effectif est constant.

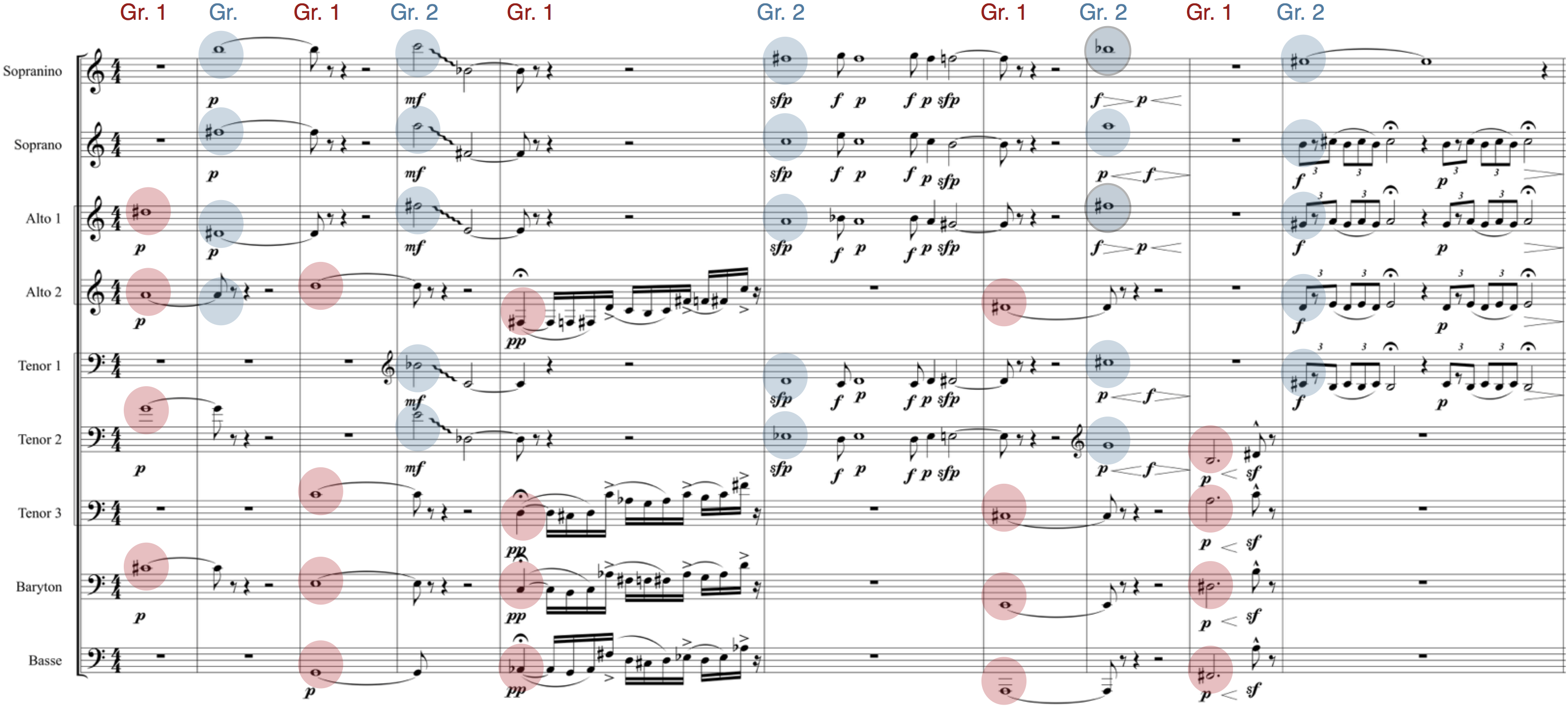
ALP XVII Alternance des « blocs d'accords » des neuf saxophones.

Les voix déploient leur récitatif très librement sur ces blocs d'accords, qui réagissent néanmoins occasionnellement au texte qu'elles énoncent, comme lorsque quatre saxophones répondent par un robuste motif ornemental de broderie dans le grave à la déformation joycienne du mot « ornement » par la voix de contralto « for an arnoment »).
Après ce début d'apparence statique, commence la deuxième partie de la pièce, en tempo rapide. La section rythmique reprend son rôle, la partie de walking bass étant simplement indiquée par un chiffrage qui installe une fréquence harmonique d'abord assez statique, avant de s'animer peu à peu.
| F#m    | F#m    | %      | % | %      | %      | %      | %  | %   | Bm | G#m7b5 | G#m7b5 | % | %  | %   | %     | %    | % |
| C#7    | D      | D#m7b5 | E | A      | %      | %      | A7 | Dm  | %  | %      | %      | % | %  | E7  | E7    | %    | % |
| %      | %      | %      | % | Em7b5  | %      | F#m7b5 | %  | B7  | %  | E      | A7     | E | B7 | E   | (G#m) | F#m7 | E |
| C#7    | C#7    | %      | % | %      | %      | F#m    | %  | %   | %  | D#7    | D#7    | % | %  | G#m | G#m   | %    | % |
| G#m7b5 | G#m7b5 | %      | % | C#m7b5 | C#m7b5 | %      | %  | F#7 | %  | %      | %      | % | %  | %   | %     | %    | % |

Sur cet arrière-plan harmonique, les voix chantent avec un débit rapide, en fonctionnant par imitation, et un peu à la manière d'une improvisation (et avec des tournures mélodiques qui rappellent souvent celles de Jazz Cantata). L'imitation se resserre peu à peu entre elles, jusqu'à ce que leurs valeurs rythmiques s'élargissent progressivement (noires pointées, blanches, triolets de blanches, rondes, immobilisation du contralto, puis du soprano).
Les neuf saxophones sont toujours présents sur cette partie, avec une certaine somptuosité harmonique (comme l'entrée peu conventionnelle à 8 sons et une doublure sur l'accord de F#m : fa#-la-do#-ré-mi-fa-sol#-si-[do#]), ils poursuivent leur jeu d'alternance de blocs d'accords, avec parfois de spectaculaires changements de registres.
Les neuf saxophones finissent néanmoins par se dissocier et s'expriment tour à tour, en question-réponse ou en tuilage, avec des phrases de chorus typiquement saxophonistiques qui rappellent les joutes d'improvisation des jam sessions. Enfin, à l'image des voix, qui ralentissent, les saxophones freinent l'un après l'autre pour s'empiler à tour de rôle sur de longs trilles, reconstituant un accord de F#7b9 qui assure la transition avec la pièce suivante.

#### XVIII
Un brusque accent de six cuivres (mobilisés pour cette unique note dans la pièce !) en glissando réveille de la torpeur des trilles de la fin de XVII. Par relation d'analogie avec le triton, le F#7 altéré de la fin de XVII est devenu un C7 altéré, sur lequel la voix de contralto entre (« Hells bells ») et amène la blue note de Do (mib), harmonisée soudainement par un D7, dominante de la tonalité de Sol mineur qui sera celle de la pièce XVIII.
Après une ritournelle a cappella dans laquelle les deux voix chantent à l'octave, commence cette pièce très à part dans Anna Livia Plurabelle, en ce qu'elle consiste en une (fausse) chanson irlandaise. Le trio de solistes flûte-violon-clarinette fait également allusion à la musique populaire irlandaise – même si cela reste dans un style jazzistique entièrement différent. La section rythmique joue en two-beat tout au long de la pièce, et l'on sent presque constamment la présence de la carrure (cycle de quatre mesures) aussi bien dans la structure des phrases chantées que dans l'alternance des passages instrumentaux et vocaux (4 mesures de trio / 4 mesures chantées / 4 mesures de trio / 4 mesures chantées / 4  mesures de trio / 4 mesures chantées, pour l'exposition).
À la suite de l'entrée du violon faussement irlandais, les voix entament une mélodie aux fausses allures populaires, à l'octave et en homorythmie entre les deux voix, mais qu'on pourrait difficilement qualifier de « thème » à proprement parler tant elle se situe presque immédiatement sur  le plan de la variation et du renouvellement du discours mélodique. Son motif de tête est néanmoins très identifiable et sonne comme un début de refrain :

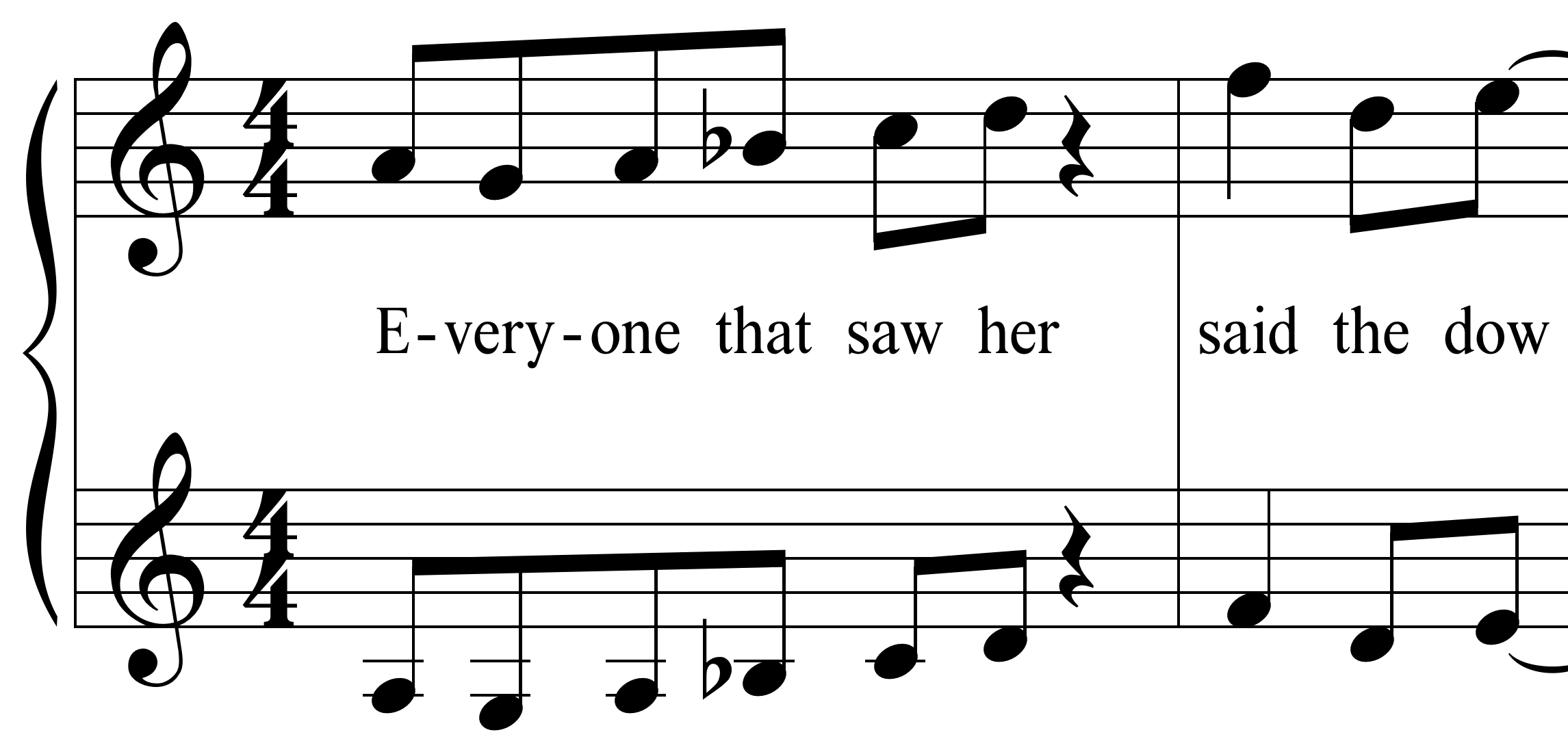
ALP XVIII « Ritournelle » de la fausse chanson irlandaise.

C'est ce motif (sur « Everyone that saw her ») qui crée, pour la première et unique fois de l'œuvre, une sensation de reprise, puisqu'après un épisode de développement, attisé par une accumulation de tensions (suite de triolets qui soulignent les allitérations du texte joycien  – « and the undification of her filimentation »), ce motif thématique revient à façon d'un refrain, sur un texte quasiment identique (« And as soon as they saw her »).

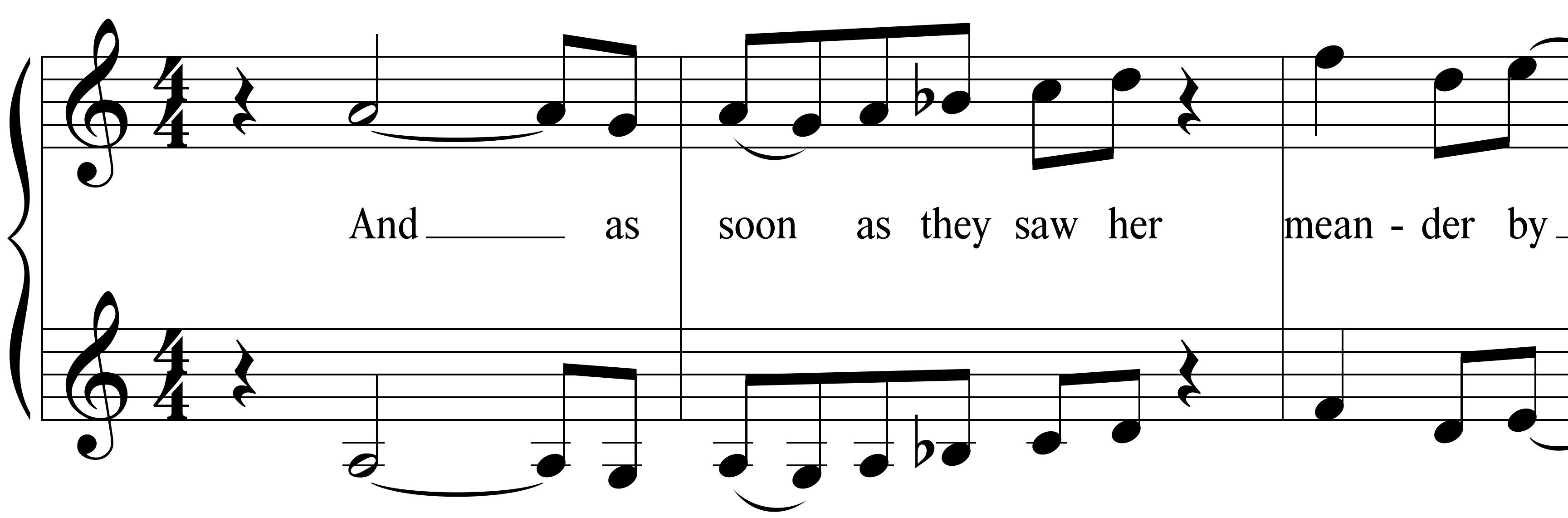
ALP XVIII Retour de la « ritournelle ».

Dans cette pièce constituant une sorte de forme sonate miniature, c'est surtout la texture ultra-contrapuntique du trio de solistes en improvisation simulée qui impressionne, car à la virtuosité instrumentale qu'elle réclame, répond une virtuosité d'écriture proprement spectaculaire, particulièrement durant la partie centrale de développement :

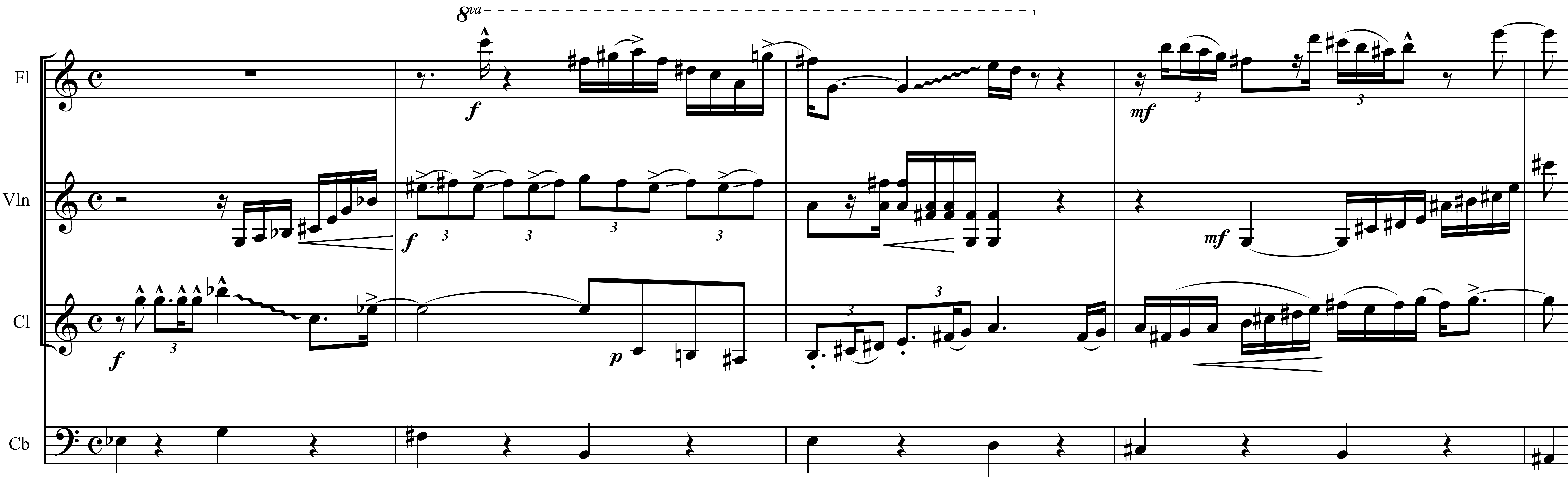
ALP XVIII Trio d'improvisation simulée flûte-violon-clarinette.

La réexposition, avec son retour au ton principal de Sol mineur, se termine sur deux breaks vocaux, auxquels succède une coda homorythmique sur pédale de ré (inférieure et supérieure), coda que les voix achèvent a capella par un point d'orgue suspensif sur la dominante, avec résolution « picarde » sur un Sol majeur.

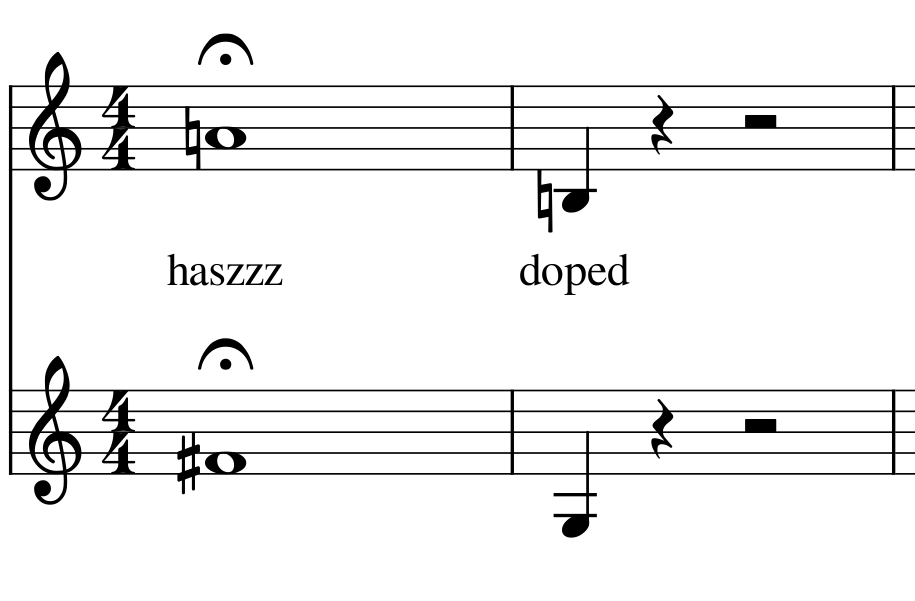
ALP XVIII Cadence « picarde » en Sol.

#### XIX
Contrastant par son caractère ouvert, la pièce XIX communique néanmoins avec la XVIII en adoptant un tempo deux fois plus élevé. Son plan tonal, dessinant une progression de Do mineur à Sol majeur, semble  marquer une volonté d'échapper au Sol mineur de la pièce XVIII. Toutefois, la pièce explore la région tonale des blue note 3 (Do bécarre) et 7 (Sol) de La majeur (centre tonal de l'œuvre), et le Sol « bluesifié » de la fin de la pièce produit une persistance allusive du ton de Sol mineur.
XIX est clairement structurée en trois parties : épisode de chase, épisode de scat, récitatif blues.
La première partie fait alterner, sur le principe du chase, des breaks solos de batterie avec des parties chantées (la plupart du temps soutenues en homorythmie par l'orchestre). Le chase est ici un 4-4 aménagé, puisque les carrures font l'objet de ce qu'on pourrait appeler des enjambements, selon le schéma suivant :
| Nombre de mesures Batterie         | 4 |   | 4 |   | 2 |      | 51/2 |   | 2 |      | 41/2 |   | 2 |   |
| Nombre de mesures Voix + Orchestre |   | 4 |   | 6 |   | 21/2 |      | 4 |   | 31/2 |      | 4 |   | 4 |

Cette partie se démarque du reste de l'œuvre en ce qu'elle est l'un des rares passages d'improvisation réelle (ici les solos de batterie) d'Anna Livia Plurabelle.
Vient ensuite une partie de scat chorus en improvisation collective simulée avec background orchestral. Il s'agit là d'une des rares coupures significatives opérées dans le texte original de Finnegans Wake par Hodeir, qui évoque « le « scat chorus » par lequel j'ai remplacé – décision arbitraire que me pardonneront mal les fervents joyciens ! – l'énumération burlesque des présents qu'ALP fait aux d'ennemis d'HCE ». Cette partie se signale également par ses changements de registres abrupts et syncopés qui font écho aux pièces IV et VI, mais cette fois dans un monde tonal.
La pièce XIX se conclut par un récitatif libre chanté a capella au soprano, et dont le travail autour des blue notes (ici 3 et 5) semble un souvenir de celui de l'ouverture.

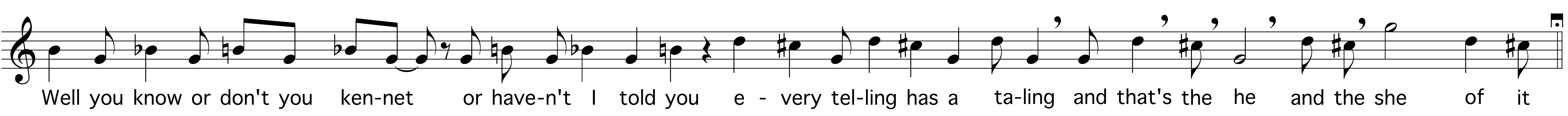
ALP XIX Récitatif blues

#### XX
La pièce XX sert de transition entre la séquence qui s'étend des pièces XV à XIX et la séquence « nocturne » qu'indique le texte de Joyce : « Look! The dusk is growing » (« Regarde ! Le crépuscule s'agrandit »).
C'est une pièce extrêmement statique, où miroite une constante sonorité de dominante de Sol (pôle tonal de la fin de XIX), avec une pédale presque perpétuelle de ré. Ce halo harmonique reste néanmoins vaporeux, comme mouillé ou embué par les nombreuses altérations du D7b9 qui s'installe et par le renouvellement subtil des dispositions orchestrales (dans lesquelles le bugle et le vibraphone apportent une couleur chaude et feutrée).
Sur ce fond sonore très statique, c'est surtout la remarquable partie de clarinette solo (jouée sur le disque original par Hubert Rostaing), qui se distingue par la grande liberté rythmique avec laquelle elle dialogue avec les voix, dans une écriture qui porte la trace idiomatique de la phrase d'improvisation de jazz, malgré le cadre d'une pulsation à peine suggérée.
Le texte chanté, également assez libre, est finalement rejoint par les cuivres (la trompette 1 doublant la voix de soprano à l'unisson), imageant le texte de Joyce (« Will they reassemble it? ») avant que la pédale de ré ne s'écroule littéralement sur une pédale de si qui immobilise la clarinette dans l'aigu et laisse la place aux derniers mots de la pièce soupirés par la voix de contralto (« O my back my back my bach »), « retour » qui annonce la spectaculaire régression dans le temps de la narration joycienne (les deux lavandières redevenant l'une pierre, l'autre arbre).
La pièce s'achève par une cadence legato du bugle, dont les altérations du B7b9 font écho à celles que la clarinette mobilisait auparavant sur le D7b9.

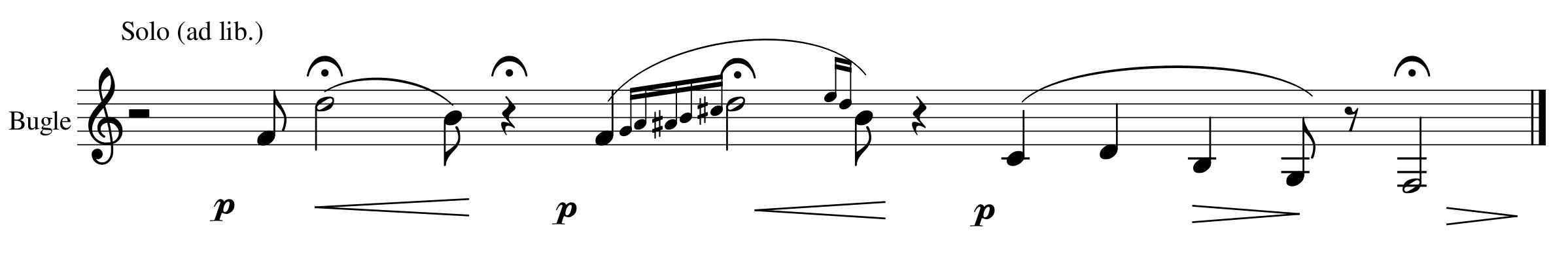
ALP XX Cadence de bugle.

#### XXI
La pièce XXI ouvre la dernière grande séquence de l'œuvre, dite « acte nocturne ». À l'exception de la clarinette, tous les instruments à vent ont définitivement disparu, au profit d'un effectif comprenant deux vibraphones et une guitare, (plus la section rythmique inchangée et les deux voix). Effectif qui restera stable jusqu'à la fin de l'œuvre.
Sur une exclamation vocale « Pingpong! », ce nouvel effectif surgit par deux accords de F#7 masqués par des acciaccatures peu conventionnelles (où neuvième juste et neuvième mineure, par exemple, cohabitent). Après un commentaire des vibraphones sous forme d'une longue ligne ascendante de doubles croches, rentre la pulsation de la section rythmique. Cette pulsation, à l'image de nombreux mots de la langue joycienne, est à double entente, puisqu'on peut à la fois la percevoir comme du 3/4 ou du 6/8, ambiguïté d'autant plus savoureuse qu'elle se complique parfois d'un dispositif rythmique en 2/4 invisible aux deux voix. Vibraphones et guitare, illustrant un aspect du texte (basé sur l'assonance entre « Belle » et « Bell » [la cloche] dans la phrase « There's the Belle »), continuent à ponctuer le discours vocal par des effets de cloches essentiellement faits d'accords de dominante accacciaturés, et plus occasionnellement de clusters.

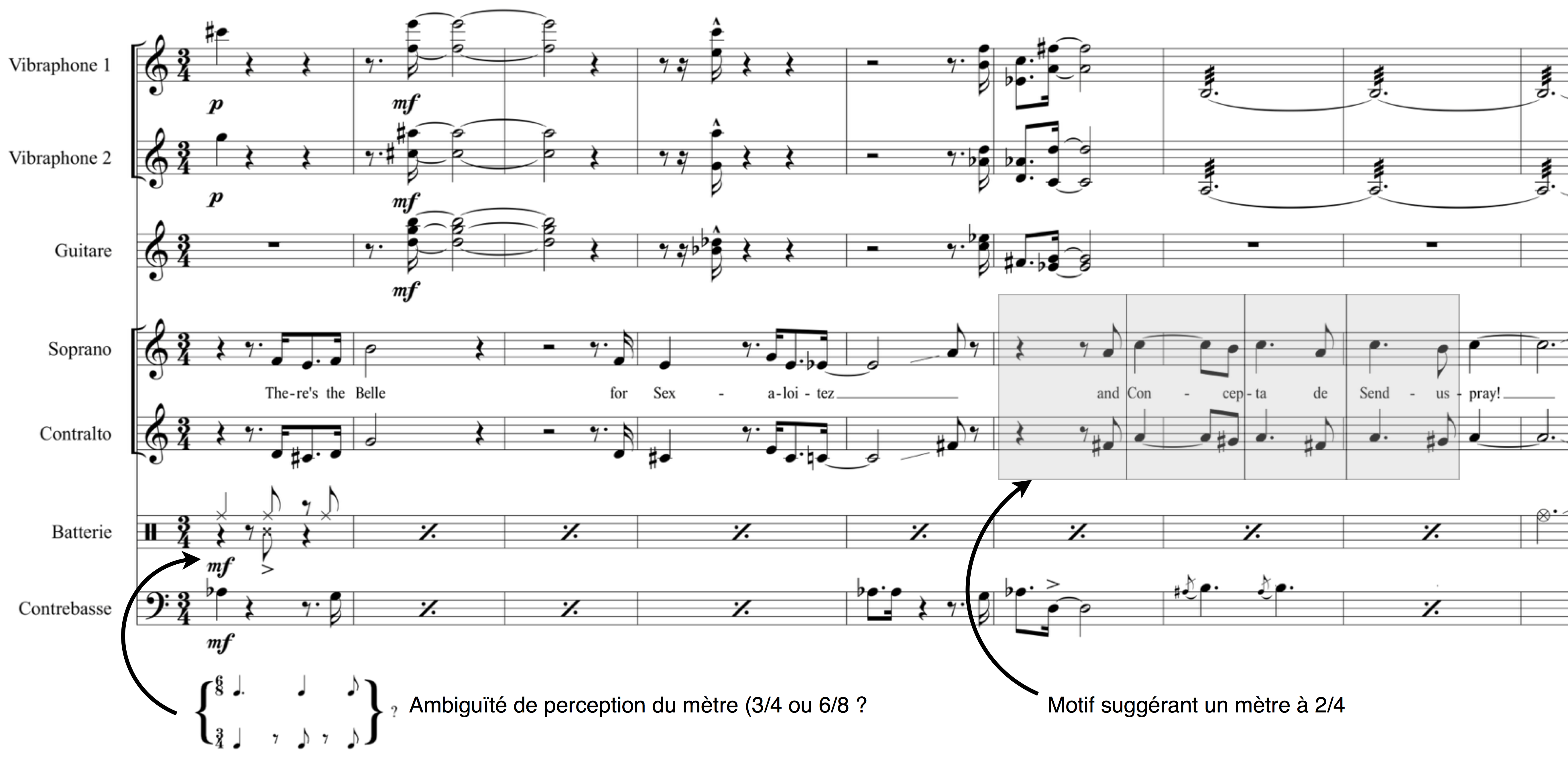
ALP XXI Ambiguïté métrique sous les cloches du trio vibraphones-guitare.

Les deux voix renouent en fin de pièce avec le parlé qui était leur mode de vocalité de tout le début de la pièce, effet formel saisissant de retour dans le passé qui souligne là encore la double entente de toute une phrase du texte de Joyce, qui se lit « Wring out the clothes! » (Essorez le linge) mais peut s'entendre aussi « Ring out the clockies! » (Sonnez les cloches), les deux sens s'interpénétrant pour signifier en creux « Échappez [to wring out] au temps [des horloges] ». Le tremblement des voix déclamées figure ici à la fois le tremblement acoustique des cloches qui retentissent et le tremblement devant le retour dans le temps (qui va faire des deux lavandières une pierre et un arbre). Le dernier mot indique par un calembour (« Aman » – fusion de l'humain [A Man] et du spirituel [Amen]) que le sort en est jeté, et il laisse place à une cadence très libre de vibraphone, qui vient en écho de la grande phrase d'introduction aux deux vibraphones).

#### XXII
Après la préfiguration du retour dans le temps en fin de pièce XXI, le texte de Joyce opère un retour au présent des lavandières étendant et défroissant leur linge, d'où les onomatopées (« Flip! », « Flep! », « Spread! ») qui la traversent, et qui sont d'abord soulignées par des ponctuations homorythmiques fortement accentuées du quintette qui les accompagne (le même que dans la pièce précédente). Ces accents consistent en des accords accacciaturés dans lesquels des notes étrangères judicieusement choisies viennent saturer l'accord identifiable, comme celui de la dominante (mi) du ton principal, perturbé par un do# et un fa bécarre disposés de façon à faire sonner si-do#-ré-mi-fa à la façon d'un cluster :

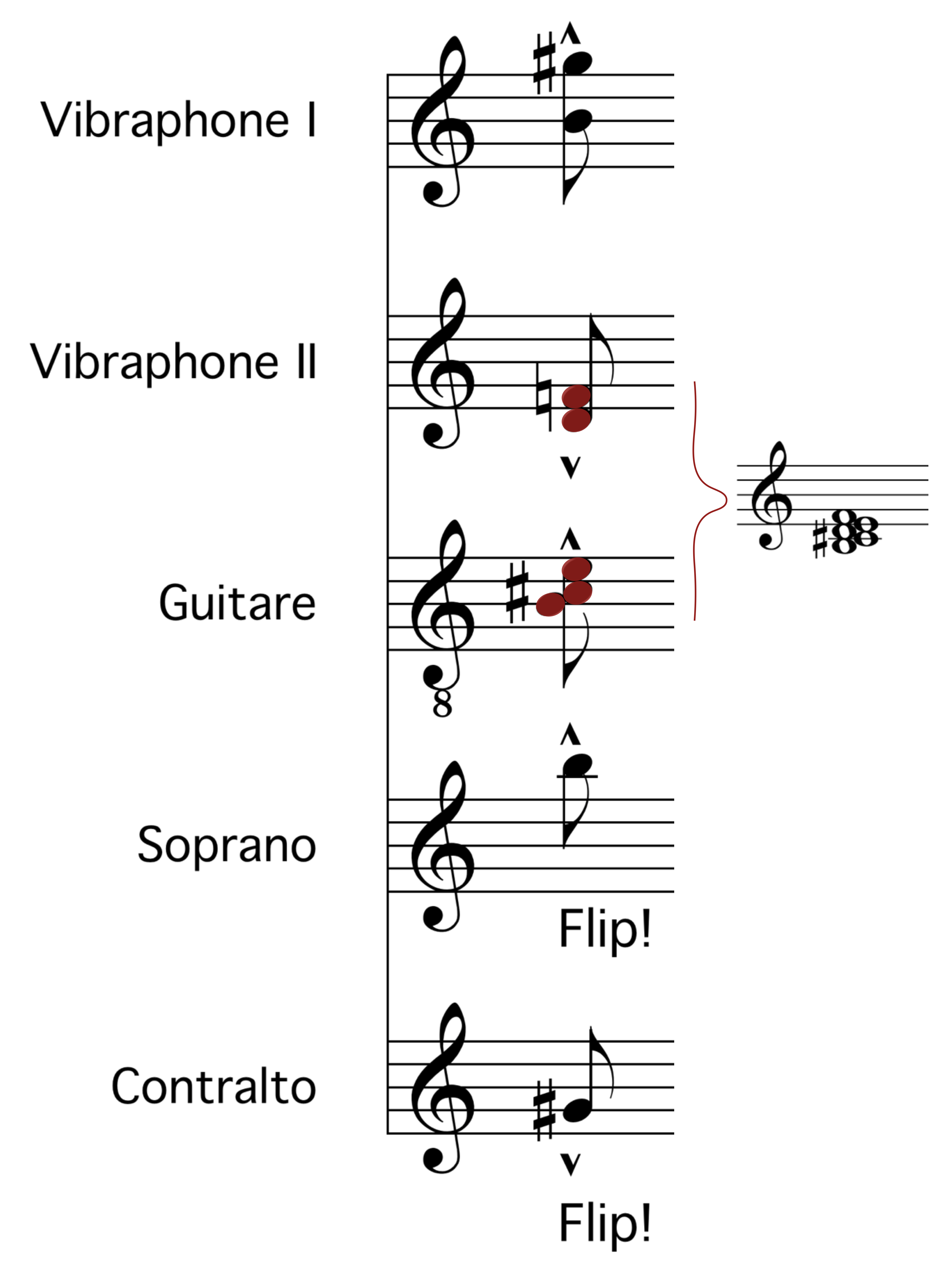
ALP XXII Accord de dominante accacciaturé sur le premier « Flip » des voix

Ces ponctuations harmoniques sont d'autant plus frappantes qu'elles se détachent du contexte ultra-contrapuntique qui est la marque de l'écriture de cette pièce. Bien qu'assez courte, cette pièce en tempo lent est en effet la plus contrapuntique de toute l'œuvre, et assurément de toute l'histoire du jazz. Elle est aussi un point culminant de cet aspect de l'écriture hodeirienne, qui allie ici à la fois une extrême virtuosité de la technique d'écriture, une expressivité poignante et nostalgique, et ceci dans une phraséologie entièrement redevable au langage parkerien d'improvisation volubile sur tempo ballad. Il s'agit d'un contrepoint à troix voix (la basse et deux « dessus » composés l'un de la guitare et l'autre des deux vibraphones en relais), dont la facture témoigne sans la moindre ambiguïté de la connaissance profonde qu'avait Hodeir des fameuses Sonates en trio pour orgue de J.-S. Bach (et en particulier du Largo de la Sonate en ut majeur BWV 529), mais dont la technique est transportée dans un vocabulaire jazzistique très idiomatique, avec une partie de contrebasse qui plus est fort originale.

ALP XXII Un extrait de la « dentelle » contrapuntique à troix voix.

L'originalité de cette mini sonate en trio tient aussi aux timbres des instruments employés – un aspect qui différencie du tout au tout le contrepoint de cette pièce de cet autre tour de force contrapuntique qu'était la pièce XV (ou « Air de la toilette »). Vibraphones et guitares délaissent d'ailleurs leurs lignes mélodiques indépendantes au terme d'une carrure de huit mesures, pour exploiter les effets de résonances par des accords richement irisés, comme le somptueux accord de Ré majeur (ton voisin du Fa# mineur dominant la pièce) avec septième majeure, neuvième et treizième. Accord qui souligne l'exclamation des lavandières sur le mot « Spread! »,  sur lequel la voix de soprano atteint le si aigu, dernier effort laborieux d'une longue journée, qui cède la place aux soupirs de fatigue et de plainte des lavandières (« Der went is rising. It's churning chill... »), qui abandonnent alors brièvement le chanté.

#### XXIII
La pièce XXIII est en tempo très rapide (128 à la blanche), avec l'insertion d'un court volet central constitué de quatre cadences hors tempo.
L'écriture des deux vibraphones et de la guitare domine encore, comme dans la pièce précédente, mais dans une introduction de six mesures elle délaisse le contrepoint au profit d'une conception verticale qui avait fait surface à la fin de XXII, et qui se voit ici renforcée par les rythmes heurtés et syncopés que la batterie souligne en homorythmie. La voix de soprano entre sur un rythme de noires pointées successives appelé à parsemer toute la pièce, jusqu'à s'imposer dans la suivante (XXIV) comme la structure rythmique de son « thème nocturne ».

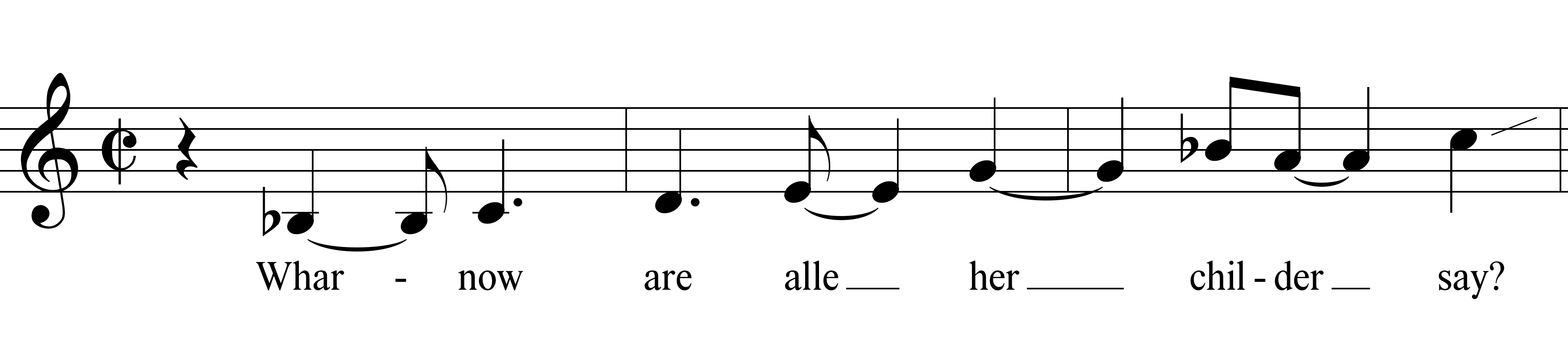
ALP XXIII Incipit du contralto (préfiguration du « thème nocturne » de la pièce XXIV).

La voix de contralto rejoint le soprano sur deux exclamations dont la tournure de quasi musique religieuse souligne la déformation par Joyce du nom d'Anna Livia, métamorphosé en un approximatif Alleluïa fluvialisé la seconde fois par les alluvions charriés par le calembour « Allaluvia ». Ces exclamations sont soutenues par une grande ligne ascendante conjointe de la contrebasse, qui, reprise en diminution, donne naissance à de grandes lignes de croches ascendantes continues que les vibraphones jouent d'abord ensemble, puis en entrées successives.

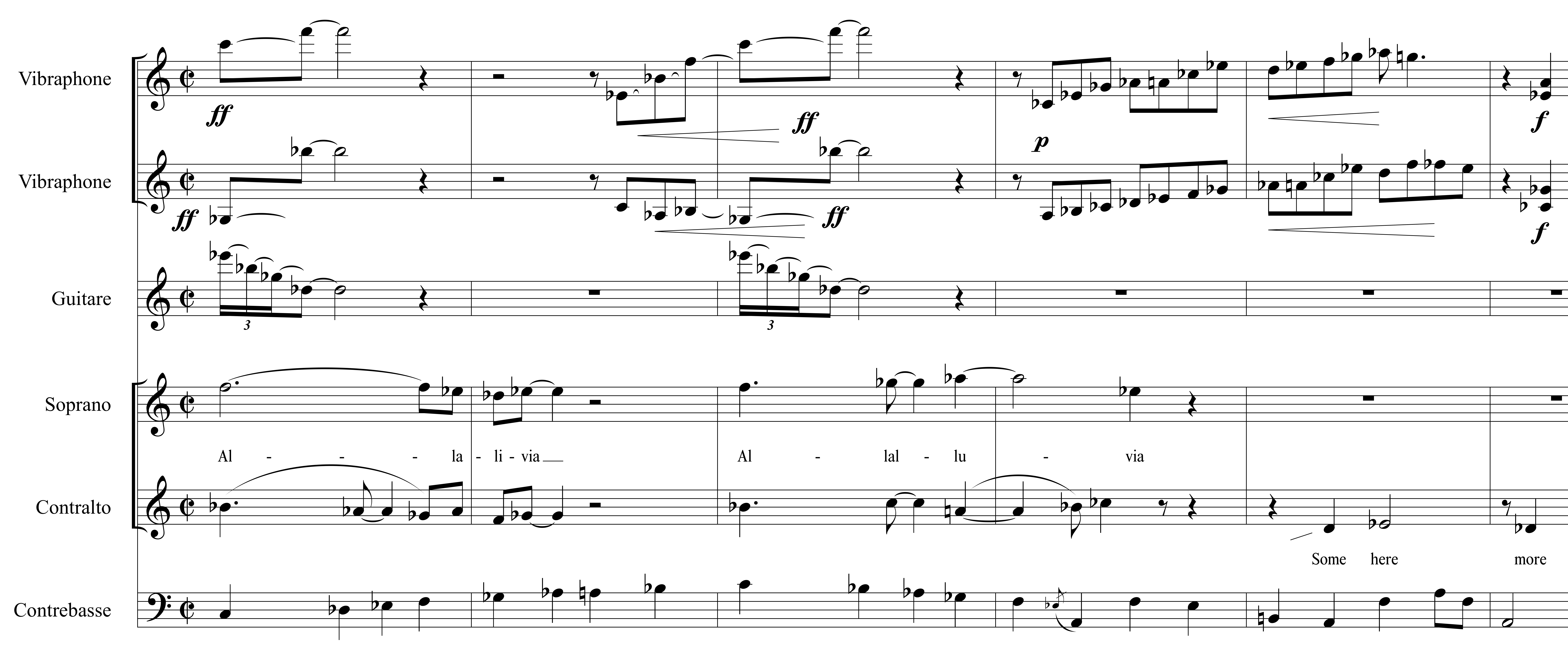
ALP XXIII Double exclamation « Allalivia Allaluvia » et naissance de la ligne de noires (cb) puis croches (vibraphones).

La guitare se souvient quelques mesures plus tard de ces lignes de vibraphones et prend le lead derrière le contralto, avec de longues phrases très conjointes en croches ininterrompues, ponctuées par les deux vibraphones (qui reprennent le dispositif rythmique de l'introduction).
Ces lignes de croches continuent de s'imposer, et conduisent à une dernière phrase ascendante rassemblant les deux vibraphones et la guitare jusqu'à un contre-accent qui laisse la voix de contralto conclure seule, par une dixième descendante (« Yonne there »).
Alors commence une sorte de court interlude fait de cinq points d'orgues successifs, sur lesquels les vibraphones et la guitare exploitent au maximum les effets de résonance, dans une écriture exclusivement harmonique.
Le tempo rapide reprend alors, mais si la guitare retrouve le souvenir de ses lignes de croches continues, les deux vibraphones conservent quant à eux une écriture harmonique encore densifiée par le recours à deux fois quatre baguettes, et l'utilisation tantôt d'accords huit sons, tantôt d'effets de cloches (où l'accord à quatre sons du vibraphone 2 s'insère en contre-accents des accords à quatre sons également mais sur le temps du vibraphone 1).

#### XXIV
La première partie de cette pièce, à la structure fermée sur elle-même, est construite à la façon d'un Nocturne et épouse la forme lied ABA. Même si les tonalités visitées ou effleurées sont comme toujours assez nombreuses, le parcours tonal se réduit assez clairement à deux grandes polarités : Ré mineur pour la partie principale (A) et Sol mineur pour le pont (B)
| Forme globale      | A                                                                                          | A                                              | A                                          | B                                                                | B                                    | A                                                  | Coda                                                                       | Coda                                         |
| ------------------ | ------------------------------------------------------------------------------------------ | ---------------------------------------------- | ------------------------------------------ | ---------------------------------------------------------------- | ------------------------------------ | -------------------------------------------------- | -------------------------------------------------------------------------- | -------------------------------------------- |
| Lettre (partition) |                                                                                            | A                                              | B                                          | C                                                                | D                                    | E                                                  | F                                                                          | G                                            |
| Mesures            | 8                                                                                          | 8                                              | 8                                          | 8                                                                | 8                                    | 8                                                  | 8                                                                          | 8                                            |
| Tonalité           | Rém                                                                                        | Rém                                            | Rém                                        | Solm                                                             | Solm                                 | Rém                                                | Rém                                                                        | Rém                                          |
| Fonction           | « Thème »                                                                                  | Variation                                      | Commentaire thématique                     | Pont                                                             | Pont                                 | « Thème » varié                                    | Coda                                                                       | Coda                                         |
| Remarques          | Le sol# cohabite avec la, le do avec le do♯. Soit le mode : ré mi fa sol sol# la si do do# | Inversion des rôles aux vibraphones (bicinium) | Incursions au ton du napolitain (Mi bémol) | Le profil thématique du chant s'inverse (descendante/ascendante) | Écriture canonique aux 2 vibraphones | Inflexion de l'harmonie vers une alternance Dm/Bb7 | Longue pédale de tonique. Rôle de ponctuations harmoniques des vibraphones | Le motif des vibraphones s'érode et balbutie |

La mélodie, dialoguée entre les deux voix, se distingue par le retour périodique mais varié d'un même incipit, qui fait une double allusion signifiante aux incipits de Round midnight de Thelonious Monk d'une part, et de Wenn dein Mütterlein de Gustav Mahler, au dernier intervalle près, différent dans les trois cas, et marqué par la blue note 5 chez Hodeir.

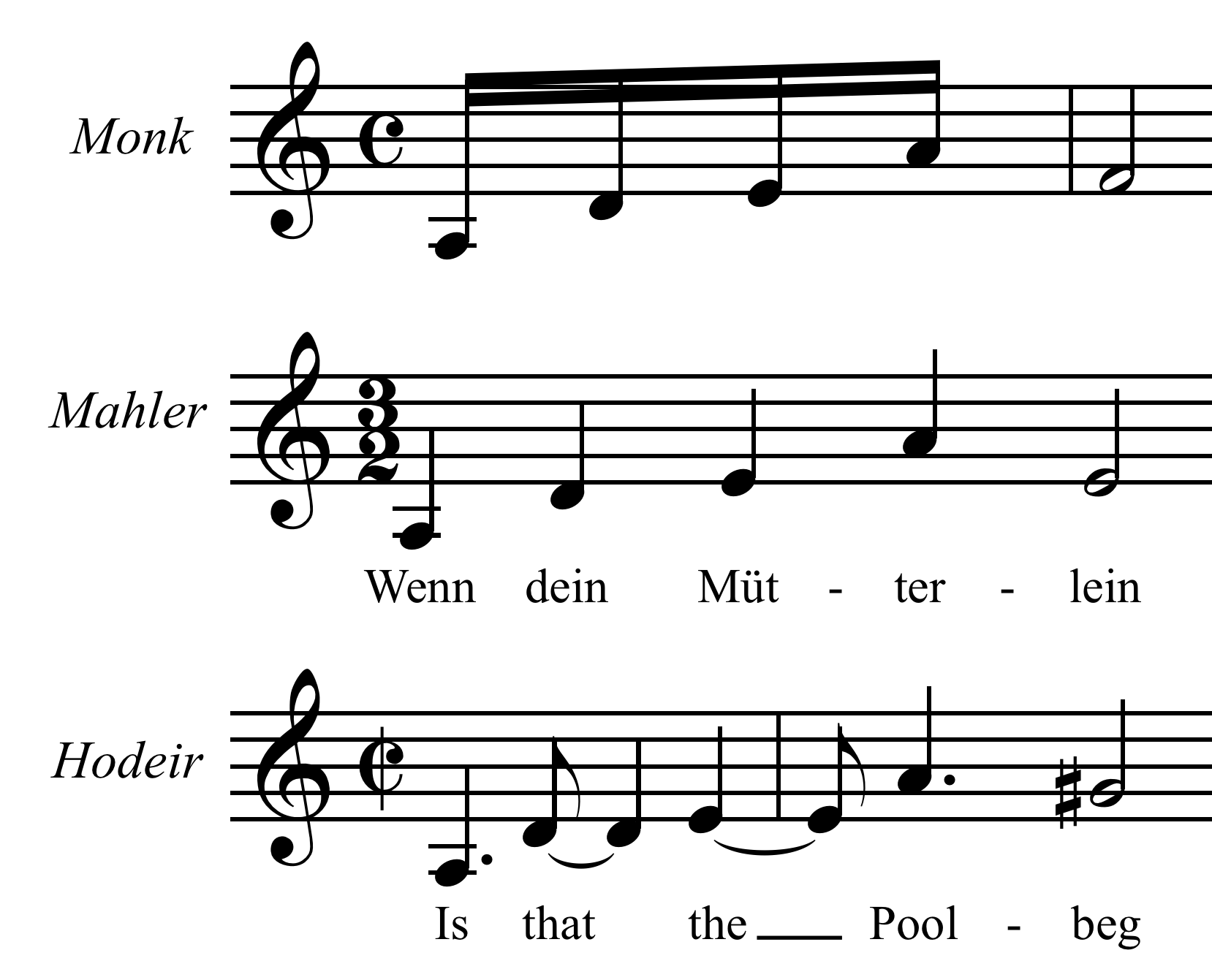
ALP XXIV Incipits comparés de Round Midnight, Wenn denn Mütterlein et la pièce XXIV.

Une allusion qui indique la tombée de la nuit dans le texte joycien (d'où Round midnight) et qui rappelle que le « Wake » de Finnegans Wake est une veillée funéraire (d'où l'allusion aux Kindertotenlieder).
La mélodie est accompagnée, outre la section rythmique, par les deux vibraphones. Leurs parties consistent en deux lignes de croches presque continues, évidemment dérivées de celles de la pièce précédente, mais très distantes l'une de l'autre (le plus souvent entre intervalles de douzièmes ou de quinzièmes, voir plus), à l'image des deux lavandières, qui s'éloignent de plus en plus d'une rive à l'autre, le fleuve s'élargissant. Leur distance, d'abord exprimée en termes d'intervalles mélodiques, se renouvelle ensuite sous la forme d'une diffraction, puisque les vibraphones se répartissent de deux croches en deux croches ce qui n'est qu'une seule ligne mélodique, un peu à la manière du hoquetus médiéval. Le bicinium que forment les deux vibraphones renverse ensuite les parties (lettre A), le vibraphone 1 jouant, avec quelques variantes, la ligne du vibraphone 2, et vice versa.

ALP XXIV Le « bicinium » de vibraphone (droit, en hoquet, et renversable).

Pendant toute la durée du pont (B), les phrases mélodiques des chanteuses s'étirent considérablement, souvent entrecoupées de silences qui espacent de plus en plus la prosodie ( « Die eve, little eve »). Autant d'éléments qui concourent à faire de cette première partie une figuration de l'éloignement ou de la distanciation, éloignement aussi bien spatial (distance) que temporel (oubli) dans le texte de Joyce ( « Forgivemequick, I'm going! Bubye! »).
Cette première partie s'achève sur la triple répétition d'un motif de quatre croches aux deux vibraphones, joué chaque fois dans une nuance plus faible, figuration là encore de la distance (des voix des lavandières qui se perdent peu à peu). C'est la transformation de ce motif de croches en croches de triolets (accentuées par deux) qui signale le début de la seconde partie de la pièce – procédé de modulation métrique fréquent dans l'écriture hodeirienne.

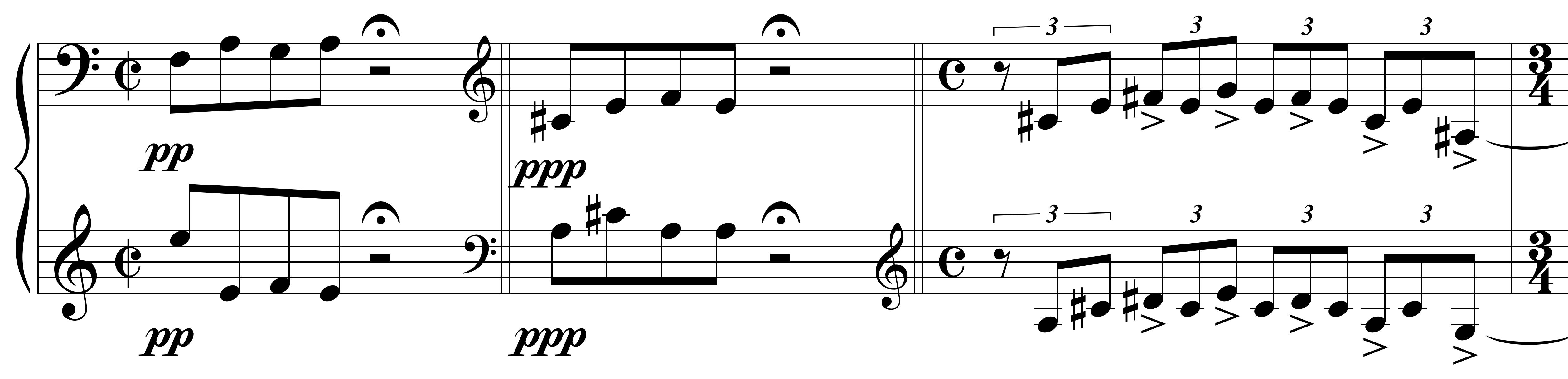
ALP XXIV « Modulation métrique » au bicinium de vibraphones.

Cette seconde partie, plus courte, est une sorte de récitatif alterné entre les deux voix, sur des valeurs presque exclusives de triolets, ponctuées de brèves phrases du trio vibraphones-guitare (laquelle fait sa réapparition) avec la section rythmique, dans une alternance métrique continuelle (mesures à 2, 3 ou 4 temps s'enchaînant de façon imprévisible) :
| Nombre de mesures  | 1 | 2   | 1 | 1   | 1 | 1   | 1 | 1   | 2   | 1   | 8   |
| Signature métrique | C | 3/4 | C | 2/4 | C | 3/4 | C | 2/4 | 3/4 | 2/3 | 3/4 |

La pièce s'achève sur une résonance de dominante (rappelant un peu les cloches de la pièce XXI) aux vibraphones, sur un C#7b5 dont s'échappe au soprano une très expressive neuvième augmentée sur la couleur (« mauves ») d'une tunique évoquée par le texte de Joyce. Neuvième (mi) par laquelle s'opère le retour au ton principal de La Majeur de la pièce suivante.

#### XXV
La pièce XXV est une sorte de faux air populaire irlandais. Elle fait symboliquement écho, à ce titre, à la pièce à la fausse chanson irlandaise de la pièce XVIII, même si elle a davantage un caractère de choral, par son caractère essentiellement syllabique et homorythmique. Comme la pièce précédente (XXIV), elle est de forme lied ABA, la structure de sa partie principale (A) est de type « fermé », conclusif (signe de l'approche de la fin), et l'effectif instrumental est le même (avec les deux vibraphones et la guitare).
La mélodie se distingue par sa couleur pentatonique (la, si, do#, mi, fa#), même si l'emploi du sol# (sensible) « annule » ou estompe régulièrement le climat pentatonique, de même que le recours fréquent dans l'harmonie à la sous-dominante (ré). Cette mélodie faussement populaire est d'abord exposée par la voix de soprano :

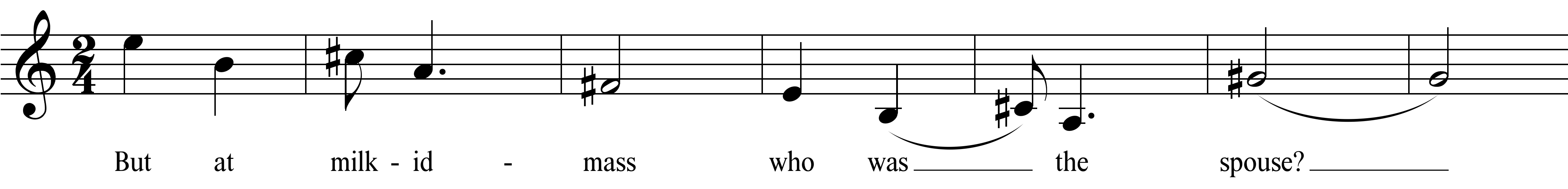
ALP XXV Faux air populaire irlandais.

Elle donne ensuite lieu à une série de variantes, tandis que le modèle original circule dans les parties instrumentales (en La Majeur, ou transposé sur Mi). En illustration du texte ambivalent de Joyce (« The seim anew ») qui suggère à la fois la nouveauté (« new ») et la réitération (« the same anew » = le même à nouveau), Hodeir introduit alors la blue note 7, soit la sensible abaissée ou « bluesifiée ».  Dès lors, les deux voix dialoguent par des vocalises qui hésitent constamment entre l'échelle tonale (avec son sol# et son mi bécarre) et une échelle intégrant les blue notes (la 7 et la 5, puis fugitivement la 3) :

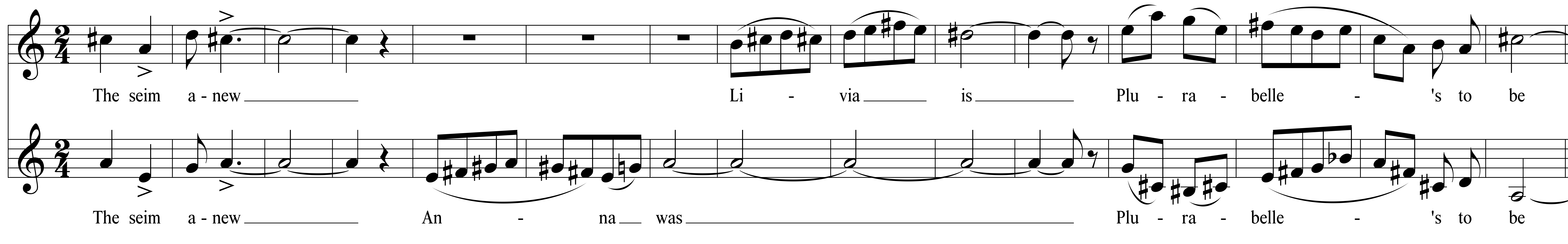
ALP XXV Vocalises sur le nom d'Anna Livia.

Le pont, sur pédale de dominante (mi) voit revenir le souvenir des phrases de vibraphones en croches continues de la pièce XXIV, avant de laisser place à un retour de la mélodie principale (« He had buckgoat paps on him »). Ou du moins à un retour apparent, car celle-ci continue en réalité de se métamorphoser sous l'influence des blue notes, avec des tournures mélodiques de plus en plus idiomatiques du blues, voire du spiritual (sous le texte « Lord save us! »).
Finalement, c'est sur l'interrogation du contralto (« Whawk? ») que la pièce se suspend sur un accord de tonique (fonction de résolution) brouillé par la couleur du blues (fonction de suspension), accord de A7 à la fois pourvu d'une neuvième majeure (si), de la tierce tonale (do#) et de la tierce blue (do) :

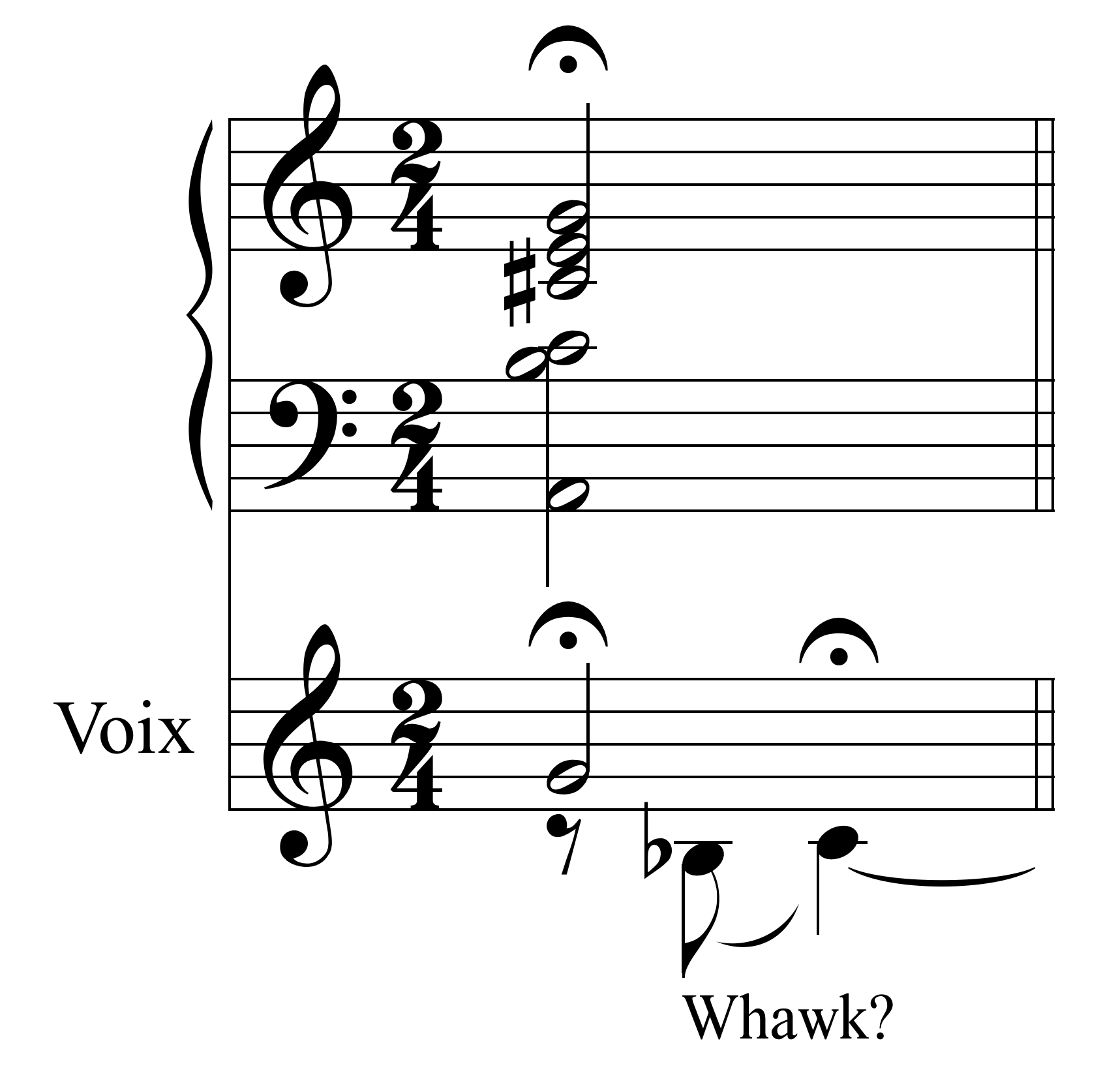
ALP XXV Cadence blues.

Cette cadence constitue en ce sens une sorte de fausse fin, laissant le soin à la pièce XXVI de conclure réellement l'œuvre à la façon d'une longue coda.

#### XXVI
La dernière pièce est une sorte de longue cadence plagale durant laquelle des harmonies brumeuses et ambiguës, conduites par des arabesques fantastiques de la clarinette, rejoignent le ton principal de La Majeur depuis le Ré mineur qui ouvre XXVI. Dominantes équivoques, partageant des échelles mélodiques (par tons ou altérées) communes par lesquelles la clarinette solo dirige insensiblement des bifurcations tonales audacieuses ; souvenirs innombrables de bribes de tournures langagières entendues au cours de l'œuvre : il s'agit bien d'une coda pétrie de souvenirs, au moment où l'épaisseur de l'obscurité achève de séparer les deux lavandières et où le fleuve arrive à son terme, dans l'humidité des résonances mystérieuses des deux vibraphones et le tremblement de la guitare, qui joue une sorte de mélodie très étirée en trémolos (comme une sérénade vaine et désolée).
Le tout dernier mouvement cadentiel, dans un réflexe étonnant, retrouve la relation harmonique par laquelle le début de l'œuvre avait appoggiaturé le premier accord de tonique : le couple bVI7–I, soit le napolitain « bluesifié » de la dominante amenant la tonique, par le recours à la blue note 5 aux voix, et par le mouvement de « résolution », à la basse, de la blue note 3 sur la tonique (là où elle montait sur la tierce tonale, au tout début de l'œuvre). Après une courte respiration, vient l'accord de tonique enfin pur, réduit à son plus simple état fondamental, alors que la voix de contralto soupire dans un souffle le dernier mot : « Night! ».

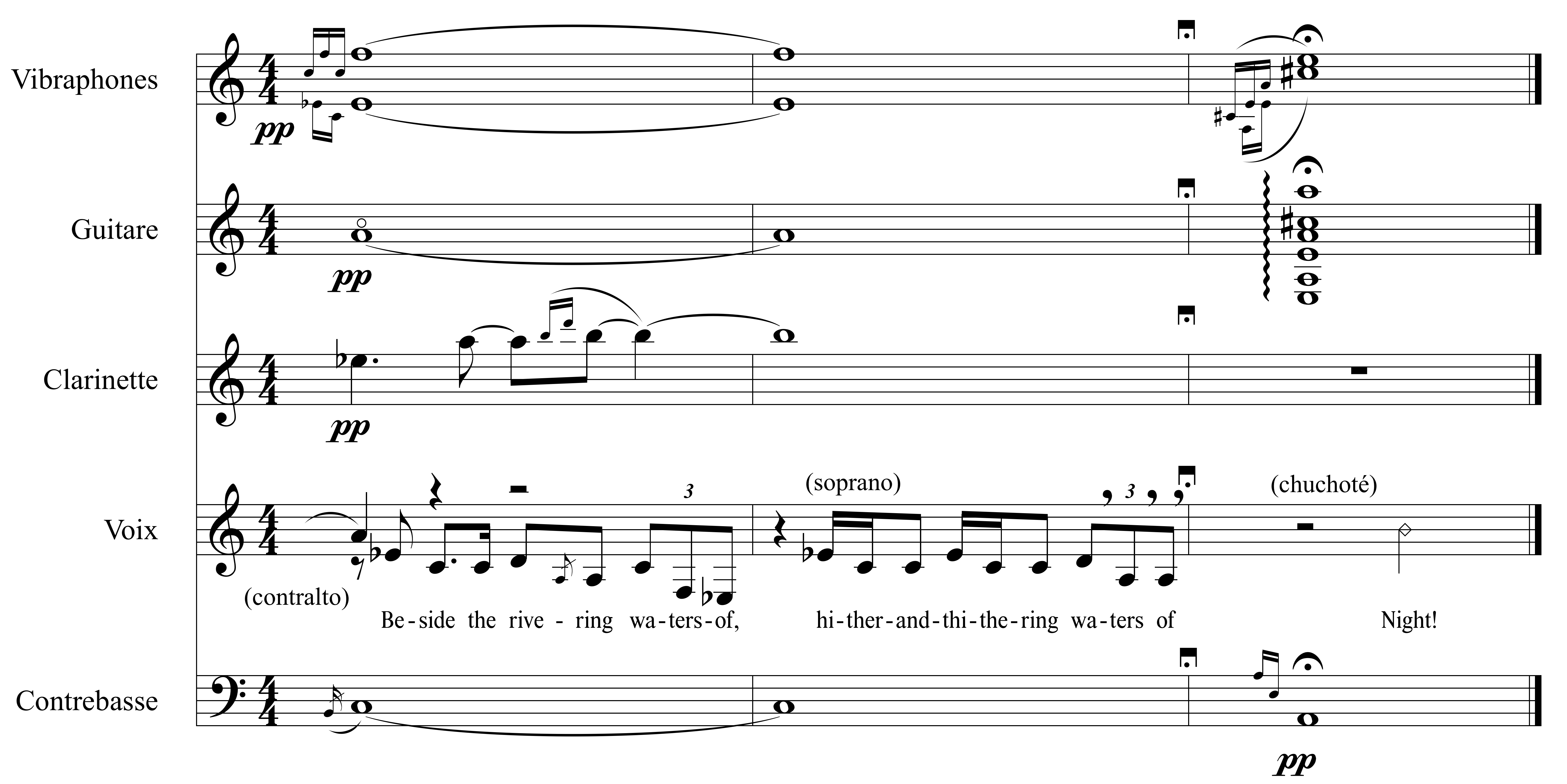
ALP XXVI Cadence finale.

## Discographie
- 1970 : Anna Livia Plurabelle: From Finnegans Wake by James Joyce, Musical Setting by André Hodeir, 33t/30 cm, Philips (US) PHS 900-255.
- 1971 : Anna Livia Plurabelle: Jazz on Joyce, 33t/30 cm, Epic, EPC 64 695.
- 1981 : Anna Livia Plurabelle : « Jazz Cantata » d’après Finnegans Wake de James Joyce, 33t/30 cm, Carlyne Music CAR 005.
- 1994 : Anna Livia Plurabelle : Direction Patrice Caratini, CD, Label Bleu, LBLC 6563.